# Emil Zátopek
Emil Ferdinand Zátopek anhörenⓘ (* 19. September 1922 in Kopřivnice, Okres Nový Jičín, Tschechoslowakei; † 21. November 2000 in Prag, Tschechien) war ein tschechoslowakischer Leichtathlet, der in erster Linie als Langstreckenläufer erfolgreich war.
Zátopeks Läuferkarriere begann 1941. Er entwickelte sich unter Anleitung des Trainers Jan Haluza binnen weniger Jahre zum Ausnahmeathleten und wurde 1945 erstmals nationaler Meister. Bei den Olympischen Spielen 1948 in London gewann er im 10.000- und 5000-Meter-Lauf eine Gold- bzw. Silbermedaille, und bei den Olympischen Spielen 1952 in Helsinki gewann er drei Goldmedaillen. Zudem wurde er dreimal Europameister. 1957 trat er vom Hochleistungssport zurück, nachdem er im Lauf seiner Karriere insgesamt 18 Welt-, 3 olympische und 51 nationale Rekorde aufgestellt hatte.
Zátopek war während des Prager Frühlings 1968 Mitunterzeichner des Manifests der 2000 Worte, woraufhin er nach der Niederschlagung der Reformbewegung 1969 aller Ämter enthoben und öffentlich diskreditiert wurde. Ab 1974 wurde er, der in der Tschechoslowakei als Volksheld galt, zunächst schrittweise wieder in die Gesellschaft integriert und nach der Samtenen Revolution im Jahr 1990 rehabilitiert.
Zátopeks ungewöhnliche Trainingsmethoden, insbesondere das häufige Wiederholen von Intervallläufen gelten als revolutionär. Sein unorthodoxer Laufstil sorgt bis heute für kontroverse Diskussionen darüber, ob ökonomisch-sauberes Laufen sinnvoll sei.

## Frühe Jahre

### Elternhaus und Kindheit
Emil Zátopek wurde am 19. September 1922 im nordmährischen Kopřivnice als Sohn von František († 1963) und Anežka († 1962) Zátopek geboren. Er hatte sechs ältere Geschwister und einen jüngeren Bruder. Sein Vater arbeitete als Schreiner in der Karosserieabteilung der Tatra-Werke. Nebenberuflich fertigte er Möbel an. Die Mutter war Hilfsarbeiterin in einer Ziegelei, später Hausfrau und galt als liebevoll, während der Vater bisweilen seine Kinder züchtigte.
Die Familie bewohnte am nördlichen Stadtrand von Kopřivnice eine Doppelhaushälfte und bewirtschaftete einen Garten mit Tieren zur Eigenversorgung. Zátopek, der Linkshänder war, besuchte die örtliche Volksschule und galt als fleißig. In späteren Jahren sprach er zahlreiche Fremdsprachen, darunter Französisch, Englisch, Russisch, Deutsch, Ungarisch, Spanisch, Finnisch, Indonesisch und Serbokroatisch. Seine Kindheit verlebte er unbeschwert. Er liebte das Herumtollen und badete gern im Fluss Lubina. Sportliche Aktivitäten vermied er weitestgehend. Der von seiner Umgebung als schwächlich und unkoordiniert wahrgenommene Zátopek spielte zwar wie fast all seine Freunde Fußball, jedoch eher lustlos und meist barfuß, um sein einziges Paar Schuhe zu schonen.

### Ausbildung
Als Zátopek 1937 von der Schule abgegangen war, sollte er nach dem Willen seiner Eltern Lehrer werden; was aber daran scheiterte, dass sie die Hochschulgebühren nicht aufbringen konnten. Stattdessen ließ er sich bei den Baťa-Werken in Zlín zum Schuhmacher ausbilden und wohnte im werkseigenen Wohnheim. Nach zwei Jahren in der Fließbandproduktion wurde Zátopek dank seiner hohen Auffassungsgabe an der höheren Gewerbeschule zugelassen und wechselte in das chemische Forschungsinstitut des Werkes. Nach der Annexion des Sudetenlandes durch das nationalsozialistische Deutschland im Rahmen des Münchner Abkommens im Oktober 1938 und der Zerschlagung der Rest-Tschechei im März des Folgejahres wurden die Produktionskapazitäten der Baťa-Schuhwerke der Wehrmacht zur Verfügung gestellt, Widerstand ahndeten die deutschen Machthaber mit teils drakonischen Strafen. Dessen war sich Zátopek bewusst und fügte sich dem Regime.

## Sportliche Karriere

### Anfänge

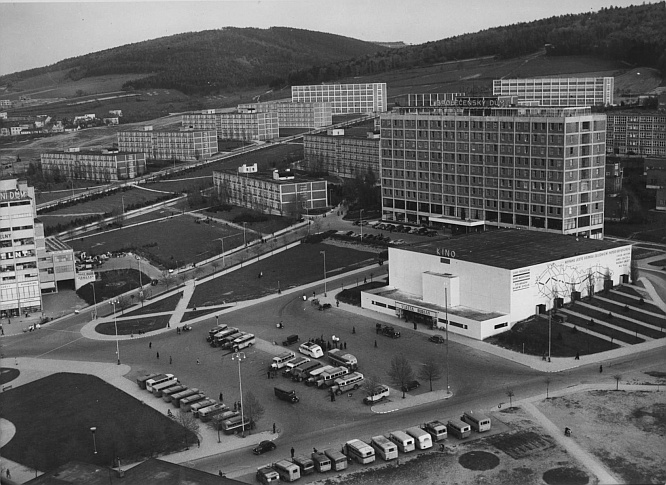
Im Baťa-Komplex von Zlín absolvierte Zátopek seine Ausbildung zum Schuhmacher.

Im Frühjahr 1941 organisierte die Leitung der Baťa-Werke für alle wehrfähigen Männer des vierten Studienjahres einen örtlichen Betriebslauf. Zátopek, der bis dahin nicht viel vom Sport gehalten hatte und sich ihm vergeblich durch eine vorgetäuschte Verletzung zu entziehen versuchte, bestritt so sein erstes Straßenrennen:

„Jeder ist verpflichtet, teilzunehmen, nur wer ist krank, braucht nicht zu laufen. Ich, sofort hab‘ ich mich gemeldet als krank. Was ist mit dir? Ich habe Knieschmerzen. Ja, das gilt nicht! Simulant, sofort zum Start!“

Er beendete den 1400-Meter-Lauf, für ihn überraschend, als Zweiter, wofür er als Preis einen Füllfederhalter erhielt. Einige Wochen später, inzwischen war Zátopek in das Werksteam aufgenommen worden, erreichte er bei einem 1500-Meter-Lauf in Brünn erneut einen zweiten Platz. In diesem Jahr wurde Jan Haluza, eines der größten Lauftalente des Landes, bei einer Leichtathletikveranstaltung auf Zátopek aufmerksam. Haluzas Angebot, bei ihm unter professioneller Anleitung zu trainieren – er wurde sein einziger Trainer –, nahm Zátopek an. Haluza begann Zátopek zu einem Spitzensportler aufzubauen. Er stellte Zátopeks Ernährung und Lebensgewohnheiten radikal um, unterwies ihn im Intervalltraining und spornte ihn zu immer besseren Leistungen durch noch härteres Training an. Unter Haluzas Anleitung führte Zátopek die 4-mal-1500-Meter-Staffel bei den nationalen Meisterschaften 1942 zu einem neuen Rekord, und im Herbst 1943 errang er in Prag anlässlich des Wettstreites Böhmen gegen Mähren seinen ersten Sieg über 1500 Meter. In diesem Jahr hatte er die höhere Gewerbeschule der Baťa-Werke abgeschlossen und war nun in deren chemischer Abteilung angestellt. Zátopek brach 1944 innerhalb von 16 Tagen drei Rekorde – im 3000-Meter-Lauf (8:38,8 min), über 5000 Meter (14:55 min) und am 1. Oktober über 2000 Meter (5:33,4 min). Seitdem zog es Zátopek vor, allein zu trainieren, insbesondere da Haluza ihm alles Läuferische beigebracht zu haben glaubte.

### Aufstieg

#### 1945: Neue Nationalrekorde
In den letzten Kriegsmonaten war an regelmäßiges Training nicht mehr zu denken. Im November 1944 waren die Baťa-Werke von alliierten Flugzeugen bombardiert worden und lagen größtenteils in Trümmern. Die deutschen Besatzer verschärften ihre Repressalien gegenüber der Zivilbevölkerung und verhafteten willkürlich Einwohner, die sie der Sabotage oder Kollaboration mit dem Feind bezichtigten. Zátopek wurde in dieser Phase nur von dem Gedanken getrieben, den Krieg zu überleben. Nach der Befreiung von Zlín am 2. Mai 1945 durch die Rote Armee sah Zátopek für sich in den Baťa-Werken keine berufliche Perspektive mehr. So kam ihm gelegen, dass er noch im selben Monat bei der in Gründung begriffenen tschechoslowakischen Armee zum Wehrdienst einberufen wurde, den er am 20. Mai 1945 antrat. Seine Grundausbildung erfolgte im 27. Infanterieregiment in Uherské Hradiště. Hier fand er, unterstützt durch seine Vorgesetzten, genügend Zeit zu trainieren. Am 1. Juni des Jahres brach Zátopek den nationalen Rekord über 3000 Meter (8:33,4 min) und einen Monat später anlässlich der tschechoslowakischen Meisterschaften jenen über die 5000 Meter (14:50,8 min). Noch im Sommer beschloss er, Berufssoldat zu werden. Seine zweijährige Offiziersausbildung erfolgte in Hranice, später bei der 11. Panzerbrigade in Milovice sowie an der Militärakademie in Prag.

#### 1946: Europameisterschaften in Oslo

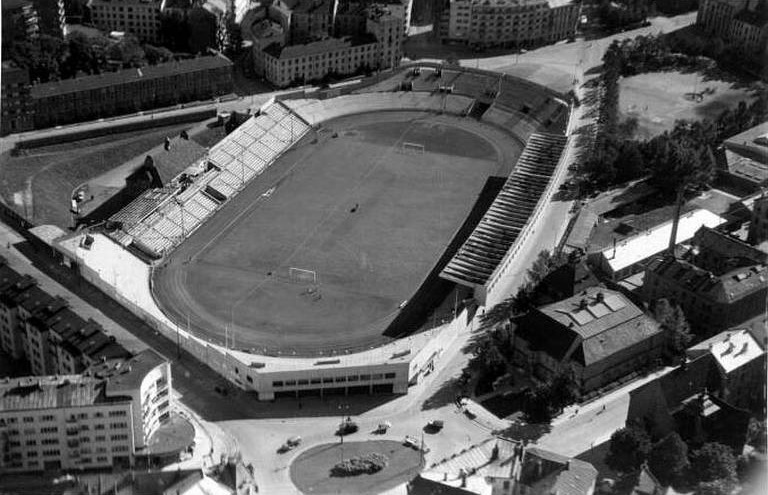
Im Bislett-Stadion von Oslo bestritt Zátopek 1946 seinen ersten internationalen Auftritt.

Im Juni verbesserte Zátopek den Landesrekord über 5000 Meter auf 14:36 min. Damit eröffnete sich ihm eine reelle Medaillenchance bei den im August stattfindenden Leichtathletik-Europameisterschaften in Norwegen. Nach nochmaliger Trainingsverschärfung und einigen Vorbereitungsläufen reiste Zátopek mit vier weiteren Vertretern der tschechoslowakischen Nationalmannschaft nach Oslo, wo am 23. August im  Bislett-Stadion der 5000-Meter-Lauf stattfand. Hier traf er erstmals auf internationale Laufgrößen wie Slijkhuis, Nyberg, Reiff, Heino und Pujazon sowie den als Favoriten gehandelten Wooderson. An dem Rennen nahmen insgesamt 18 Läufer teil, von denen 14 das Ziel erreichten. Zu seiner Überraschung ließ sich Wooderson, an dem sich Zátopek orientieren wollte, nach dem Start zurückfallen. Hierdurch irritiert, reihte er sich auf Platz fünf ein, schloss dann zur Spitzengruppe auf und war zeitweise Dritter. Die ständigen Positions- und Tempowechsel sorgten im Läuferfeld für allgemeine Verwirrung, so dass der noch unerfahrene Zátopek keinerlei Kontrolle über das Renngeschehen erlangen konnte. Wooderson zog schließlich in der Schlussrunde das Tempo an, überholte die Spitze und siegte vor Slijkhuis. Zátopek befand sich zu diesem Zeitpunkt auf Platz drei, wurde jedoch noch auf den letzten Metern von Nyberg und Heino überspurtet, wodurch er mit einem neuen nationalen Rekord (14:25,8 min) Platz fünf erreichte.
Anschließend bestritt er weitere Rennen: In Berlin wurde er bei den Alliierten Sportmeisterschaften als einziger Vertreter der Tschechoslowakei vom Publikum zunächst verspottet, nach einem überlegenen Sieg im 5000-Meter-Lauf aber gefeiert. In London gewann er im Rahmen des Britannia Shield – einer Multi-Sportveranstaltung, welche die militärische Bindung der einstigen Alliierten hervorheben sollte – den 6-Meilen-Crosslauf.

#### 1947: Weitere Nationalrekorde
| Splitzeiten (Evžen-Rošický-Gedächtnislauf 1947) | Splitzeiten (Evžen-Rošický-Gedächtnislauf 1947) | Splitzeiten (Evžen-Rošický-Gedächtnislauf 1947) | Splitzeiten (Evžen-Rošický-Gedächtnislauf 1947) |
| Rd.                                             | Split                                           | Gesamtzeit                                      | Distanz                                         |
| ----------------------------------------------- | ----------------------------------------------- | ----------------------------------------------- | ----------------------------------------------- |
| 1                                               | 30,2 s                                          | 30,2 s                                          | 200 m                                           |
| 2                                               | 64,5 s                                          | 1:34,7 min                                      | 600 m                                           |
| 3                                               | 67,5 s                                          | 2:42,2 min                                      | 1000 m                                          |
| 4                                               | 64,5 s                                          | 3:46,7 min                                      | 1400 m                                          |
| 5                                               | 67,5 s                                          | 4:54,2 min                                      | 1800 m                                          |
| 6                                               | 67,0 s                                          | 6:01,2 min                                      | 2200 m                                          |
| 7                                               | 69,0 s                                          | 7:10,2 min                                      | 2600 m                                          |
| 8                                               | 68,0 s                                          | 8:18,2 min                                      | 3000 m                                          |
| 9                                               | 70,0 s                                          | 9:28,2 min                                      | 3400 m                                          |
| 10                                              | 69,0 s                                          | 10:37,2 min                                     | 3800 m                                          |
| 11                                              | 70,3 s                                          | 11:47,5 min                                     | 4200 m                                          |
| 12                                              | 68,7 s                                          | 12:56,2 min                                     | 4600 m                                          |
| 13                                              | 72,0 s                                          | 14:08,2 min                                     | 5000 m                                          |

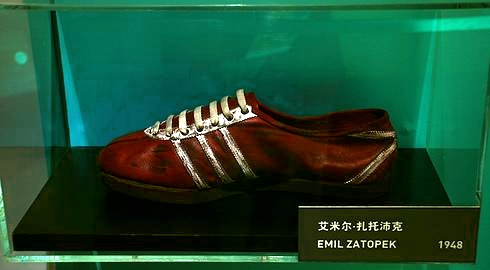
Zátopeks Laufschuhe in den späten 1940er Jahren

Nach einem überlegenen Sieg über die 10.000-Meter-Distanz bei den im Frühjahr 1947 ausgetragenen Alliierten Sportmeisterschaften in Hannover lief Zátopek im Städtewettkampf Zlín gegen Bratislava im 3000-Meter-Lauf Landesrekord (8:13,6 min). Beim anschließenden Evžen-Rošický-Gedächtnislauf im Prager Strahov-Stadion brach er mit 14:08,2 min den Landesrekord über die 5000 Meter. Wettkampf des Jahres war jedoch das 5000-Meter-Rennen im finnischen Helsinki am 30. Juni, wo sich Zátopek und Heino einen packenden Zweikampf lieferten, den er erst im Endspurt gewinnen konnte. Bei den folgenden Länderkämpfen gegen die Niederlande (12. Juli), Italien (19. Juli) und Frankreich (16. August) siegte er über die gleiche Distanz, genauso wie am 2. August anlässlich der nationalen Meisterschaften. Am 17. August wurde Zátopek nach bestandener Offiziersausbildung zum Leutnant ernannt und als solcher Panzerkommandant. Am Folgetag lief er in Brünn mit 8:08,8 min über die 3000-Meter-Distanz und am 21. August im 2000-Meter-Lauf in Bratislava (5:20,5 min) abermals Landesrekorde. Bei den anschließenden Akademischen Sommerspielen in Paris folgten Siege im 1500- beziehungsweise 5000-Meter-Lauf. Die nächsten Rennen bestritt er in Frankreich, Belgien und Polen, die er mit der Ausnahme des Rennens in Brüssel alle gewann. Die Saison schloss Zátopek im Dezember mit dem „Journal d’Algier“ in Algerien ab, wo er am 25. Dezember 1947 im 3000-Meter-Lauf einen weiteren Sieg errang. Insgesamt war Zátopek in diesem Jahr zu zwölf 5000-Meter-Rennen angetreten, die er allesamt gewonnen hatte. Sein nächstes sportliches Ziel hatte er bereits im Blick – die Teilnahme an den Olympischen Spielen 1948 in London.

### Höhepunkte

#### 1948: Olympische Spiele in London
| Splitzeiten (10.000-Meter-Lauf) | Splitzeiten (10.000-Meter-Lauf) | Splitzeiten (10.000-Meter-Lauf) | Splitzeiten (10.000-Meter-Lauf) |
| Rd.                             | Split                           | Gesamtzeit                      | Distanz                         |
| ------------------------------- | ------------------------------- | ------------------------------- | ------------------------------- |
| 1                               | 67,0 s                          | 1:07,0 min                      | 400 m                           |
| 2                               | 71,6 s                          | 2:18,6 min                      | 800 m                           |
| 3                               | 71,2 s                          | 3:29,8 min                      | 1200 m                          |
| 4                               | 70,0 s                          | 4:39,8 min                      | 1600 m                          |
| 5                               | 72,8 s                          | 5:52,6 min                      | 2000 m                          |
| 6                               | 70,6 s                          | 7:03,2 min                      | 2400 m                          |
| 7                               | 71,8 s                          | 8:15,0 min                      | 2800 m                          |
| 8                               | 73,4 s                          | 9:28,4 min                      | 3200 m                          |
| 9                               | 73,6 s                          | 10:42,0 min                     | 3600 m                          |
| 10                              | 72,0 s                          | 11:54,0 min                     | 4000 m                          |
| 11                              | 72,6 s                          | 13:06,6 min                     | 4400 m                          |
| 12                              | 74,2 s                          | 14:20,8 min                     | 4800 m                          |
| 13                              | 74,4 s                          | 15:35,2 min                     | 5200 m                          |
| 14                              | 73,8 s                          | 16:49,0 min                     | 5600 m                          |
| 15                              | 72,0 s                          | 18:01,0 min                     | 6000 m                          |
| 16                              | 70,8 s                          | 19:11,8 min                     | 6400 m                          |
| 17                              | 71,0 s                          | 20:22,8 min                     | 6800 m                          |
| 18                              | 71,8 s                          | 21:34,6 min                     | 7200 m                          |
| 19                              | 72,4 s                          | 22:47,0 min                     | 7600 m                          |
| 20                              | 73,0 s                          | 24:00,0 min                     | 8000 m                          |
| 21                              | 73,4 s                          | 25:13,4 min                     | 8400 m                          |
| 22                              | 71,6 s                          | 26:25,0 min                     | 8800 m                          |
| 23                              | 74,8 s                          | 27:39,8 min                     | 9200 m                          |
| 24                              | 73,2 s                          | 28:53,0 min                     | 9600 m                          |
| 25                              | 66,6 s                          | 29:59,6 min                     | 10.000 m                        |

| Splitzeiten (5000-Meter-Lauf) | Splitzeiten (5000-Meter-Lauf) | Splitzeiten (5000-Meter-Lauf) | Splitzeiten (5000-Meter-Lauf) |
| Rd.                           | Split                         | Gesamtzeit                    | Distanz                       |
| ----------------------------- | ----------------------------- | ----------------------------- | ----------------------------- |
| 1                             | –                             | 33,0 s                        | 200 m                         |
| 2                             | 66,2 s                        | 1:39,2 min                    | 600 m                         |
| 3                             | 68,8 s                        | 2:48,0 min                    | 1000 m                        |
| 4                             | 68,4 s                        | 3:56,4 min                    | 1400 m                        |
| 5                             | 67,6 s                        | 5:04,0 min                    | 1800 m                        |
| 6                             | 69,0 s                        | 6:13,0 min                    | 2200 m                        |
| 7                             | 70,0 s                        | 7:23,0 min                    | 2600 m                        |
| 8                             | 71,0 s                        | 8:34,0 min                    | 3000 m                        |
| 9                             | 70,2 s                        | 9:44,2 min                    | 3400 m                        |
| 10                            | 67,8 s                        | 10:52,0 min                   | 3800 m                        |
| 11                            | 68,0 s                        | 12:00,0 min                   | 4200 m                        |
| 12                            | 68,0 s                        | 13:08,0 min                   | 4600 m                        |
| 13                            | 69,6 s                        | 14:17,6 min                   | 5000 m                        |

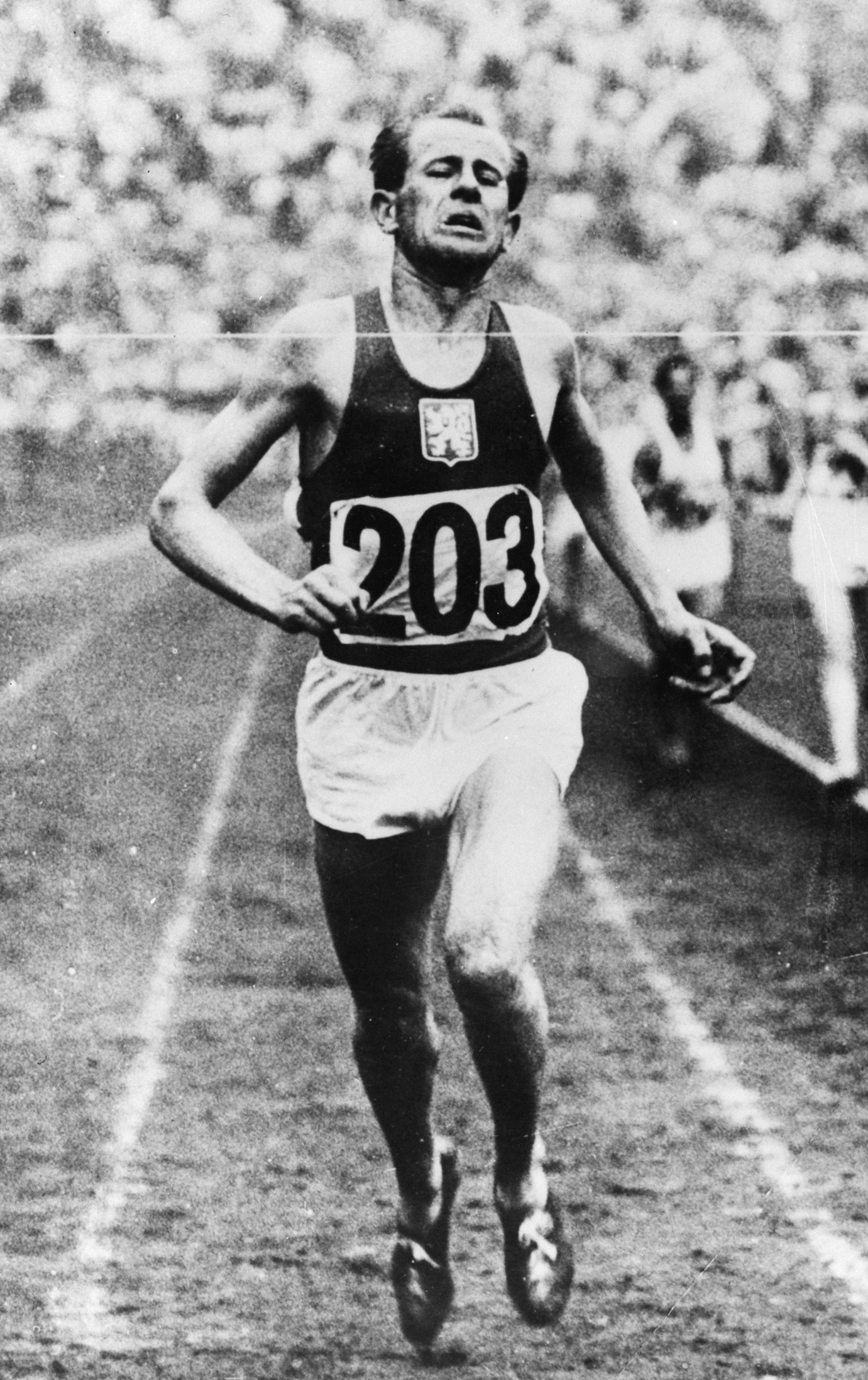
Zátopek bei seinem siegreichen Zieleinlauf im 10.000-Meter-Lauf am 30. Juli 1948 in London

Im Frühjahr richtete sich Zátopeks Training, ungeachtet der kommunistischen Machtübernahme durch die KPČ im Zuge des Februarumsturzes, auf seine erste Olympiateilnahme aus. Hierzu steigerte er sein Training in außerordentlicher Weise. Die obligatorischen Aufbaurennen von Mai bis Juni gewann er allesamt. Erwähnenswert hierbei ist sein neuerlicher tschechoslowakischer Rekord über die 10.000 Meter am 29. Mai in Budapest (30:28,4 min), den er gut einen Monat später am 17. Juni in Prag unterbot (29:37,0 min). Letzter Gradmesser vor den Spielen war der am 22. Juni ausgetragene Dreiländerkampf der Tschechoslowakei gegen die Niederlande und Ungarn in Prag, wo Zátopek das 5000-Meter-Rennen in 14:10,0 min deutlich gewann.
Zu diesem Zeitpunkt war Zátopek bereits mit der Speerwerferin Dana Ingrová (1922–2020) liiert, die am selben Tag wie er geboren worden war und die ihm den Spitznamen Topek gab. Das Paar heiratete am 24. Oktober desselben Jahres in Uherské Hradiště; die Ehe blieb kinderlos.
Wenige Tage vor der feierlichen Eröffnung der Olympischen Spiele traf das tschechoslowakische Nationalteam in London ein. Zátopek wurde in einer provisorisch hergerichteten Baracke der Royal Air Force im Stadtteil West Drayton untergebracht. Trotz dieser widrigen Rahmenbedingungen holte er im 10.000-Meter-Lauf Gold – der erste Olympiatriumph für die ČSSR überhaupt. Zátopek hatte im Vorfeld des Rennens eine Rundenzeit von 71 Sekunden errechnet, was auf eine mögliche Siegzeit an der 30-Minuten-Grenze hinauslief. Um während des Laufes im Zielfenster zu bleiben, vereinbarte er mit seinem Trainer eine optische Erkennung von der Tribüne aus. So sollte eine hochgehaltene weiße Turnhose Zátopek signalisieren, dass das Tempo schneller war als für die anvisierte Rundenzeit benötigt, und ein rotes Trikot, dass die Zeiten über der Zielzeit lagen. Die Kleidungsstücke sollten geschwenkt werden, wenn die Zeiten um mehr als 10 Sekunden besser respektive schlechter waren. Das Rennen begann mit hohem Tempo, wobei alle Athleten unter der Sommerhitze litten. Zátopek hielt sich zunächst zurück und reihte sich auf Platz fünfzehn ein, da ihm die hochgehaltene weiße Turnhose zeigte, dass die Spitze zu schnell unterwegs war. Nach der sechsten Runde lag er gar auf Rang siebzehn. In der neunten Runde zeigte ihm das rote Trikot, dass die Spitze ihr Tempo verlangsamt hatte. In diesem Moment trat Zátopek zu einem Zwischenspurt an, schob sich zunächst auf Rang vier und übernahm schließlich die Führung. Nach der Aufgabe seines finnischen Kontrahenten Heino in Runde 16, der völlig entkräftet aus dem Rennen schied, war der Weg für die „tschechische Lokomotive“ oder „menschliche Lokomotive“, so die spätere Titulierung durch die Presse, frei. Zátopek siegte in einer Zeit von 29:59,6 min, was olympischen Rekord bedeutete, mit fast 48 s Vorsprung vor dem Zweitplatzierten Alain Mimoun aus Frankreich, der in späteren Jahren als „Schatten Zátopeks“ bekannt wurde und mit dem ihn zeitlebens eine enge Freundschaft verband. In der letzten Runde hatte er die Zeit, dem überrundeten Franzosen Ben Saïd Abdallah aufmunternde Worte mit auf den Weg zu geben.
Im 5000-Meter-Lauf auf regennasser Aschenbahn lieferte sich Zátopek dagegen einen mit äußerstem Einsatz geführten Zweikampf mit Gaston Reiff. Die Spitze hatte im Verlauf des Rennens mehrfach gewechselt, bis Reiff in der vierten Runde dem Feld enteilte. Zátopek hatte Mühe, das vorgelegte Tempo mitzugehen, und musste abreißen lassen, weil er zuvor den Fehler begangen hatte, im Vorlauf die Herausforderung eines Kontrahenten anzunehmen und sich dabei völlig zu verausgaben. In der letzten Runde mobilisierte er seine verbliebenen Kräfte und schob sich, unter dem frenetischen Applaus der Zuschauer, stetig an Reiff heran. In einem heute als legendär bezeichneten Endspurt trennten beide Kontrahenten nur zwei Zehntelsekunden mit dem glücklicheren Ausgang für Reiff, der mit 14:17,6 min gewann.
Zátopek stieg durch seine unerwarteten Olympiaerfolge zum Nationalhelden auf; Staatspräsident Klement Gottwald ehrte den Sportler mit einem Empfang auf der Prager Burg. Das neue „Sportidol“ bestritt im Anschluss daran noch ein Dutzend Langstreckenrennen zwischen 3000 und 10.000 Metern in Brüssel, Amsterdam, Ostende, Prag, Brünn, Paris, Bukarest, Bologna und Mailand, die er mit Ausnahme von zwei Rennen gewann. Handlungsunfähig und schockiert zeigte sich Zátopek gegen Jahresende von der Verhaftung seines langjährigen Trainers und Freundes Haluza, der ausgehend vom Februarumsturz als Oppositioneller verhaftet und nach einem Schauprozess zu langjähriger Strafarbeit verurteilt worden war. Die bestehende Freundschaft beider Männer zueinander litt dadurch erheblich, zerbrach aber nicht.
Nach den Olympischen Spielen in London heiratete er am 24. Oktober 1948 Dana Zátopková, die aktuelle Olympiasiegerin im Speerwurf.

#### 1949: Erste Weltrekordläufe
| Weltrekordlauf (11. Juni 1949) | Weltrekordlauf (11. Juni 1949) | Weltrekordlauf (11. Juni 1949) | Weltrekordlauf (11. Juni 1949) | Weltrekordlauf (11. Juni 1949) |
| Split                          | Gesamtzeit                     | 5-km-Split                     | Distanz                        | Bemerkung                      |
| ------------------------------ | ------------------------------ | ------------------------------ | ------------------------------ | ------------------------------ |
| 2:54,5 min                     | 2:54,5 min                     | 14:39,5 min                    | 1000 m                         |                                |
| 2:54,5 min                     | 5:49,0 min                     | 14:39,5 min                    | 2000 m                         |                                |
| 2:54,0 min                     | 8:43,0 min                     | 14:39,5 min                    | 3000 m                         |                                |
| 2:57,7 min                     | 11:40,7 min                    | 14:39,5 min                    | 4000 m                         |                                |
| 2:58,8 min                     | 14:39,5 min                    | 14:39,5 min                    | 5000 m                         |                                |
| 2:59,5 min                     | 17:39,0 min                    | 14:48,7 min                    | 6000 m                         |                                |
| 2:58,0 min                     | 20:37,0 min                    | 14:48,7 min                    | 7000 m                         |                                |
| 3:00,0 min                     | 23:37,0 min                    | 14:48,7 min                    | 8000 m                         |                                |
| 2:59,0 min                     | 26:36,0 min                    | 14:48,7 min                    | 9000 m                         |                                |
| 2:52,2 min                     | 29:28,2 min                    | 14:48,7 min                    | 10.000 m                       | WR                             |

| Weltrekordlauf (22. Oktober 1949) | Weltrekordlauf (22. Oktober 1949) | Weltrekordlauf (22. Oktober 1949) | Weltrekordlauf (22. Oktober 1949) | Weltrekordlauf (22. Oktober 1949) |
| Split                             | Gesamtzeit                        | 5-km-Split                        | Distanz                           | Bemerkung                         |
| --------------------------------- | --------------------------------- | --------------------------------- | --------------------------------- | --------------------------------- |
| 2:55,0 min                        | 2:55,0 min                        | 14:38,0 min                       | 1000 m                            |                                   |
| 2:55,9 min                        | 5:50,9 min                        | 14:38,0 min                       | 2000 m                            |                                   |
| 2:54,1 min                        | 8:45,0 min                        | 14:38,0 min                       | 3000 m                            |                                   |
| 2:57,0 min                        | 11:42,0 min                       | 14:38,0 min                       | 4000 m                            |                                   |
| 2:56,0 min                        | 14:38,0 min                       | 14:38,0 min                       | 5000 m                            |                                   |
| 2:58,0 min                        | 17:36,0 min                       | 14:43,2 min                       | 6000 m                            |                                   |
| 2:57,5 min                        | 20:33,5 min                       | 14:43,2 min                       | 7000 m                            |                                   |
| 2:59,5 min                        | 23:33,0 min                       | 14:43,2 min                       | 8000 m                            |                                   |
| 2:57,5 min                        | 26:30,5 min                       | 14:43,2 min                       | 9000 m                            |                                   |
| 2:50,7 min                        | 29:21,2 min                       | 14:43,2 min                       | 10.000 m                          | WR                                |

Die Zátopeks zogen 1949 nach Prag, wo sie bis zu ihrem Eigenheimbezug eine Zwei-Zimmer-Wohnung in der Půjčovny-Straße 8 bewohnten. Nach einer Reihe verschiedener Aufbaurennen lief Zátopek von Mai bis September 22 Rennen. Für internationales Aufsehen sorgte dabei sein erster Weltrekordlauf über die 10.000 Meter am 11. Juni bei den Armeemeisterschaften in Ostrava, wo er die bisherige Bestmarke Viljo Heinos um sieben Sekunden auf 29:28,2 min verbesserte. Für diesen ersten Weltrekord der Tschechoslowakei überhaupt wurde Zátopek zum Hauptmann befördert. Eine Woche später lief er – zu diesem Zeitpunkt bereits an einer schweren Beinmuskelverletzung leidend – an gleicher Stelle und über dieselbe Distanz anlässlich des Länderkampfes gegen Rumänien gleichfalls zum Sieg. Danach musste er wegen dieser Verletzung mehrere Wochen pausieren. Nach seiner Genesung flog Zátopek im Frühsommer 1949 zum Länderkampf nach Finnland, wo er binnen sechs Tagen vier Rennen (einen 10.000-, zwei 5000- und einen 3000-Meter-Lauf) bestritt und alle gewann. Weitere Länderkämpfe in der Sowjetunion, Ungarn und Rumänien folgten. Im Juli siegte Zátopek in Moskau über die 5000- und die 10.000-Meter-Distanz. Eine Wiederholung des Ganzen gelang ihm Ende August in Budapest und ein weiteres Doppel lief er im September in Bukarest.
Zwischenzeitlich war Zátopeks Weltrekord über die 10.000 Meter von Heino um eine Sekunde unterboten worden. Um den verlorenen Rekord wieder in die ČSSR zu holen, setzte der tschechoslowakische Sportverband am 22. Oktober einen neuerlichen Weltrekordversuch in Ostrava an, nachdem der erste Versuch am 17. September gescheitert war. Zusätzlicher Erfolgsdruck lastete auf Zátopek, als er kurz vor dem Start einen Zeitungsjungen erblickte, der bereits die gedruckte Sonderausgabe über seinen Erfolg unter dem Arm trug. Unbeirrt davon lief er vor 20.000 Zuschauern mit 29:21,2 min abermals Weltrekord.

#### 1950: Europameisterschaften in Brüssel
| Weltrekordlauf (4. August 1950) | Weltrekordlauf (4. August 1950) | Weltrekordlauf (4. August 1950) | Weltrekordlauf (4. August 1950) | Weltrekordlauf (4. August 1950) |
| Split                           | Gesamtzeit                      | 5-km-Split                      | Distanz                         | Bemerkung                       |
| ------------------------------- | ------------------------------- | ------------------------------- | ------------------------------- | ------------------------------- |
| 2:58,0 min                      | 2:58,0 min                      | 14:37,0 min                     | 1000 m                          |                                 |
| 2:53,8 min                      | 5:51,8 min                      | 14:37,0 min                     | 2000 m                          |                                 |
| 2:54,2 min                      | 8:46,0 min                      | 14:37,0 min                     | 3000 m                          |                                 |
| 2:55,5 min                      | 11:41,5 min                     | 14:37,0 min                     | 4000 m                          |                                 |
| 2:55,5 min                      | 14:37,0 min                     | 14:37,0 min                     | 5000 m                          |                                 |
| 2:54,0 min                      | 17:31,0 min                     | 14:25,6 min                     | 6000 m                          |                                 |
| 2:53,0 min                      | 20:24,0 min                     | 14:25,6 min                     | 7000 m                          |                                 |
| 2:56,0 min                      | 23:20,0 min                     | 14:25,6 min                     | 8000 m                          |                                 |
| 2:55,0 min                      | 26:15,0 min                     | 14:25,6 min                     | 9000 m                          |                                 |
| 2:47,6 min                      | 29:02,6 min                     | 14:25,6 min                     | 10.000 m                        | WR                              |

Die Saisonvorbereitung verbrachten die Zátopeks, einer Einladung der Sowjetunion folgend, gemeinsam im Trainingslager von Sotschi. Nach dieser Aufbauphase debütierte Zátopek anlässlich eines Jugendfestes erstmals auf dem Gebiet der jungen DDR, wo er in Ost-Berlin einen Sieg über die 5000-Meter-Distanz errang. Danach folgten im Juni und Juli weitere Aufbauläufe in Prag, Brünn, Bratislava und Brüssel. Die für Anfang August anberaumten Armeemeisterschaften in Ostrava musste Zátopek wegen einer Startverpflichtung in Finnland absagen. Dort lief er am 3. August in Helsinki über 5000 Meter mit einer Zeit von 14:06,2 min Landesrekord und tags darauf mit 29:02,6 min in Turku Weltrekord über die 10.000-Meter-Distanz.
Hierdurch wurde Zátopek bei den Ende August ausgetragenen Leichtathletik-Europameisterschaften 1950 in Brüssel von vornherein als Titelanwärter gehandelt und lief tatsächlich außerhalb jeglicher Konkurrenz. Er siegte sowohl über 10.000 Meter als auch über 5000 Meter mit neuen Europameisterschaftsrekorden. Im 5000-Meter-Rennen war Reiff unmittelbar nach dem Start in Führung gegangen. Zátopek hielt sich die ersten beiden Runden noch zurück und lief zeitweise als Vorletzter. In Runde drei übernahm er die Führung, die er zwei Runden später wieder an Reiff abgeben musste, der seinerseits enorm das Tempo verschärfte. Dessen Vorsprung betrug rasch 10 Meter und mehr. Doch Zátopek ließ sich nicht abschütteln. Er hängte sich in Reiffs Windschatten und legte mit Einläuten der letzten Runde alle verbliebenen Kräfte in den Endspurt. Zátopek zog an Reiff vorbei, der seiner Attacke nichts mehr entgegensetzen konnte, und siegte mit etwa 130 Metern Vorsprung vor Mimoun, der den völlig entkräfteten Reiff noch auf den letzten Metern abgefangen hatte. Zurück in der Heimat siegte Zátopek über die gleichen Distanzen im Länderkampf gegen Finnland und die Sowjetunion sowie bei weiteren Wettbewerben in Erfurt und Dresden. Dabei hatte sich Zátopek kurz vor den Europameisterschaften eine schwere Lebensmittelvergiftung zugezogen, die ihn nicht davon abgehalten hatte, im Garten des Krankenhauses weiterzutrainieren und sich selbst vorzeitig zu entlassen, um gerade noch das Flugzeug nach Brüssel zu erreichen. Dienstlich arbeitete er ab diesem Jahr im Prager Verteidigungsministerium und stieg dort bis 1968 in den Rang eines Obersten auf. Unter anderem erarbeitete er dort Konzepte für die körperliche Ertüchtigung von Soldaten.

#### 1951: Neue Weltrekordläufe
| Weltrekordlauf (15. September 1951) | Weltrekordlauf (15. September 1951) | Weltrekordlauf (15. September 1951) | Weltrekordlauf (15. September 1951) | Weltrekordlauf (15. September 1951) | Weltrekordlauf (15. September 1951) |
| Split                               | Gesamtzeit                          | 5-km-Split                          | 10-km-Split                         | Distanz                             | Bemerkung                           |
| ----------------------------------- | ----------------------------------- | ----------------------------------- | ----------------------------------- | ----------------------------------- | ----------------------------------- |
| 3:04,7 min                          | 3:04,7 min                          | 15:35,6 min                         | 31:05,0 min                         | 1000 m                              |                                     |
| 3:08,3 min                          | 6:13,0 min                          | 15:35,6 min                         | 31:05,0 min                         | 2000 m                              |                                     |
| 3:08,2 min                          | 9:21,2 min                          | 15:35,6 min                         | 31:05,0 min                         | 3000 m                              |                                     |
| 3:15,8 min                          | 12:37,0 min                         | 15:35,6 min                         | 31:05,0 min                         | 4000 m                              |                                     |
| 2:58,6 min                          | 15:35,6 min                         | 15:35,6 min                         | 31:05,0 min                         | 5000 m                              |                                     |
| 3:07,4 min                          | 18:43,0 min                         | 15:29,4 min                         | 31:05,0 min                         | 6000 m                              |                                     |
| 3:05,0 min                          | 21:48,0 min                         | 15:29,4 min                         | 31:05,0 min                         | 7000 m                              |                                     |
| 3:04,8 min                          | 24:52,8 min                         | 15:29,4 min                         | 31:05,0 min                         | 8000 m                              |                                     |
| 3:06,8 min                          | 27:59,6 min                         | 15:29,4 min                         | 31:05,0 min                         | 9000 m                              |                                     |
| 3:05,4 min                          | 31:05,0 min                         | 15:29,4 min                         | 31:05,0 min                         | 10.000 m                            |                                     |
| 3:02,8 min                          | 34:07,8 min                         | 15:09,0 min                         | 30:10,8 min                         | 11.000 m                            |                                     |
| 3:01,0 min                          | 37:08,8 min                         | 15:09,0 min                         | 30:10,8 min                         | 12.000 m                            |                                     |
| 3:00,6 min                          | 40:09,4 min                         | 15:09,0 min                         | 30:10,8 min                         | 13.000 m                            |                                     |
| 3:03,4 min                          | 43:12,8 min                         | 15:09,0 min                         | 30:10,8 min                         | 14.000 m                            |                                     |
| 3:01,2 min                          | 46:14,0 min                         | 15:09,0 min                         | 30:10,8 min                         | 15.000 m                            |                                     |
| 3:03,0 min                          | 49:17,0 min                         | 15:01,8 min                         | 30:10,8 min                         | 16.000 m                            |                                     |
| 3:01,2 min                          | 52:18,2 min                         | 15:01,8 min                         | 30:10,8 min                         | 17.000 m                            |                                     |
| 3:01,8 min                          | 55:20,0 min                         | 15:01,8 min                         | 30:10,8 min                         | 18.000 m                            |                                     |
| 3:03,0 min                          | 58:23,0 min                         | 15:01,8 min                         | 30:10,8 min                         | 19.000 m                            |                                     |
| –                                   | 1 h                                 | 15:01,8 min                         | 30:10,8 min                         | 19.558 m                            | WR                                  |
| 2:52,8 min                          | 1:01:15,8 h                         | 15:01,8 min                         | 30:10,8 min                         | 20.000 m                            | WR                                  |

| Weltrekordlauf (29. September 1951) | Weltrekordlauf (29. September 1951) | Weltrekordlauf (29. September 1951) | Weltrekordlauf (29. September 1951) | Weltrekordlauf (29. September 1951) | Weltrekordlauf (29. September 1951) |
| Split                               | Gesamtzeit                          | 5-km-Split                          | 10-km-Split                         | Distanz                             | Bemerkung                           |
| ----------------------------------- | ----------------------------------- | ----------------------------------- | ----------------------------------- | ----------------------------------- | ----------------------------------- |
| 2:58,0 min                          | 2:58,0 min                          | 14:57,4 min                         | 29:53,4 min                         | 1000 m                              |                                     |
| 2:57,0 min                          | 5:55,0 min                          | 14:57,4 min                         | 29:53,4 min                         | 2000 m                              |                                     |
| 3:01,2 min                          | 8:56,2 min                          | 14:57,4 min                         | 29:53,4 min                         | 3000 m                              |                                     |
| 3:00,2 min                          | 11:56,4 min                         | 14:57,4 min                         | 29:53,4 min                         | 4000 m                              |                                     |
| 3:01,0 min                          | 14:57,4 min                         | 14:57,4 min                         | 29:53,4 min                         | 5000 m                              |                                     |
| 3:00,0 min                          | 17:57,4 min                         | 14:56,0 min                         | 29:53,4 min                         | 6000 m                              |                                     |
| 2:58,6 min                          | 20:56,0 min                         | 14:56,0 min                         | 29:53,4 min                         | 7000 m                              |                                     |
| 2:59,0 min                          | 23:55,0 min                         | 14:56,0 min                         | 29:53,4 min                         | 8000 m                              |                                     |
| 2:58,2 min                          | 26:53,2 min                         | 14:56,0 min                         | 29:53,4 min                         | 9000 m                              |                                     |
| 3:00,2 min                          | 29:53,4 min                         | 14:56,0 min                         | 29:53,4 min                         | 10.000 m                            |                                     |
| 2:58,6 min                          | 32:52,0 min                         | 15:01,2 min                         | 29:58,4 min                         | 11.000 m                            |                                     |
| 2:59,0 min                          | 35:51,0 min                         | 15:01,2 min                         | 29:58,4 min                         | 12.000 m                            |                                     |
| 3:01,0 min                          | 38:52,0 min                         | 15:01,2 min                         | 29:58,4 min                         | 13.000 m                            |                                     |
| 3:00,0 min                          | 41:52,0 min                         | 15:01,2 min                         | 29:58,4 min                         | 14.000 m                            |                                     |
| 3:02,6 min                          | 44:54,6 min                         | 15:01,2 min                         | 29:58,4 min                         | 15.000 m                            |                                     |
| 3:01,4 min                          | 47:56,0 min                         | 14:57,2 min                         | 29:58,4 min                         | 16.000 m                            |                                     |
| –                                   | 48:12,0 min                         | 14:57,2 min                         | 29:58,4 min                         | 10 mi                               | WR                                  |
| 3:00,2 min                          | 50:56,2 min                         | 14:57,2 min                         | 29:58,4 min                         | 17.000 m                            |                                     |
| 3:01,8 min                          | 53:58,0 min                         | 14:57,2 min                         | 29:58,4 min                         | 18.000 m                            |                                     |
| 3:02,0 min                          | 57:00,0 min                         | 14:57,2 min                         | 29:58,4 min                         | 19.000 m                            |                                     |
| 2:51,8 min                          | 59:51,8 min                         | 14:57,2 min                         | 29:58,4 min                         | 20.000 m                            | WR                                  |
| –                                   | 1 Stunde                            | –                                   | –                                   | 20.052 m                            | WR                                  |

Im Winter 1951 zog sich Zátopek beim Skifahren einen Sehnenriss zu, der bis April jegliches Training verhinderte. Nach der anschließenden Aufbauphase dauerte es bis in den Juni hinein, dass er wieder die 5000 Meter unter 15 Minuten laufen konnte. In den Folgemonaten wurde unter dem Titel „Einer aus der Staffel“ ein Dokumentarfilm über das bisherige Leben Zátopeks gedreht, dessen Aufnahmearbeiten sich derart ungünstig auf den Trainingsplan auswirkten, dass er ein 3000-Meter-Rennen gegen Václav Čevona verlor. Daraufhin mussten die Arbeiten am Film einstweilen unterbrochen werden. Nach Wiederaufnahme des regulären Trainings kam Zátopek bis August, und damit gerade noch rechtzeitig zum Beginn der III. Weltjugendfestspiele in Ost-Berlin, wieder in Form. Dort siegte er über die 5000 Meter mit persönlicher Jahresbestleistung. Weitere erste Plätze im Länderkampf gegen Ungarn in Budapest folgten.
Am 15. September 1951 lief Zátopek im Rahmen der ausgetragenen Armeemeisterschaften in Prag bei einem 20.000-Meter-Lauf mit 1:01:16,0 h Weltrekord, wobei er zugleich die Weltjahresbestleistung im Stundenlauf auf nunmehr 19.558 Meter verbesserte. Die Ergebnisse bestärkten ihn darin, als erster Mensch die 20 Kilometer unter einer Stunde laufen zu können. So wurde für den 29. September im Stadion von Houšťka in Stará Boleslav ein neuerlicher Weltrekordversuch angesetzt, an dem, außer ihm, noch weitere 16 Läufer teilnahmen. Unter idealen äußeren Bedingungen lief Zátopek gleich drei Weltrekorde in einem Lauf: Die zurückgelegte Distanz im Stundenlauf verbesserte er auf 20.052 m, die Zeit über 20.000 Meter wurde mit 59:51,8 min notiert und die Weltbestleistung im 10-Meilen-Rennen auf 48:12,0 min gedrückt.

#### 1952: Olympische Spiele in Helsinki
| Weltrekordlauf (26. Oktober 1952) | Weltrekordlauf (26. Oktober 1952) | Weltrekordlauf (26. Oktober 1952) | Weltrekordlauf (26. Oktober 1952) | Weltrekordlauf (26. Oktober 1952) | Weltrekordlauf (26. Oktober 1952) |
| Split                             | Gesamtzeit                        | 5-km-Split                        | 10-km-Split                       | Distanz                           | Bemerkung                         |
| --------------------------------- | --------------------------------- | --------------------------------- | --------------------------------- | --------------------------------- | --------------------------------- |
| 3:07,0 min                        | 3:07,0 min                        | 15:48,0 min                       | 31:43,6 min                       | 1000 m                            |                                   |
| 3:12,0 min                        | 6:19,0 min                        | 15:48,0 min                       | 31:43,6 min                       | 2000 m                            |                                   |
| 3:08,4 min                        | 9:27,4 min                        | 15:48,0 min                       | 31:43,6 min                       | 3000 m                            |                                   |
| 3:08,0 min                        | 12:35,4 min                       | 15:48,0 min                       | 31:43,6 min                       | 4000 m                            |                                   |
| 3:12,6 min                        | 15:48,0 min                       | 15:48,0 min                       | 31:43,6 min                       | 5000 m                            |                                   |
| 3:00,0 min                        | 18:48,0 min                       | 15:55,6 min                       | 31:43,6 min                       | 6000 m                            |                                   |
| 3:20,4 min                        | 22:08,4 min                       | 15:55,6 min                       | 31:43,6 min                       | 7000 m                            |                                   |
| 3:12,6 min                        | 25:21,0 min                       | 15:55,6 min                       | 31:43,6 min                       | 8000 m                            |                                   |
| 3:17,0 min                        | 28:38,0 min                       | 15:55,6 min                       | 31:43,6 min                       | 9000 m                            |                                   |
| 3:05,6 min                        | 31:43,6 min                       | 15:55,6 min                       | 31:43,6 min                       | 10.000 m                          |                                   |
| 3:10,4 min                        | 34:54,0 min                       | 15:51,4 min                       | 31:31,6 min                       | 11.000 m                          |                                   |
| 3:12,0 min                        | 38:06,0 min                       | 15:51,4 min                       | 31:31,6 min                       | 12.000 m                          |                                   |
| 3:11,8 min                        | 41:17,8 min                       | 15:51,4 min                       | 31:31,6 min                       | 13.000 m                          |                                   |
| 3:08,6 min                        | 44:26,4 min                       | 15:51,4 min                       | 31:31,6 min                       | 14.000 m                          |                                   |
| 3:08,6 min                        | 47:35,0 min                       | 15:51,4 min                       | 31:31,6 min                       | 15.000 m                          |                                   |
| 3:07,2 min                        | 50:42,2 min                       | 15:40,2 min                       | 31:31,6 min                       | 16.000 m                          |                                   |
| 3:04,6 min                        | 53:46,8 min                       | 15:40,2 min                       | 31:31,6 min                       | 17.000 m                          |                                   |
| 3:08,0 min                        | 56:54,8 min                       | 15:40,2 min                       | 31:31,6 min                       | 18.000 m                          |                                   |
| 3:10,6 min                        | 1:00:05,4 h                       | 15:40,2 min                       | 31:31,6 min                       | 19.000 m                          |                                   |
| 3:09,8 min                        | 1:03:15,2 h                       | 15:40,2 min                       | 31:31,6 min                       | 20.000 m                          |                                   |
| 3:09,0 min                        | 1:06:24,2 h                       | 15:56,6 min                       | 32:08,6 min                       | 21.000 m                          |                                   |
| 3:11,2 min                        | 1:09:35,4 h                       | 15:56,6 min                       | 32:08,6 min                       | 22.000 m                          |                                   |
| 3:11,2 min                        | 1:12:46,6 h                       | 15:56,6 min                       | 32:08,6 min                       | 23.000 m                          |                                   |
| 3:12,6 min                        | 1:15:59,2 h                       | 15:56,6 min                       | 32:08,6 min                       | 24.000 m                          |                                   |
| –                                 | 1:16:26,4 h                       | 15:56,6 min                       | 32:08,6 min                       | 15 mi                             | WR                                |
| 3:12,6 min                        | 1:19:11,8 h                       | 15:56,6 min                       | 32:08,6 min                       | 25.000 m                          | WR                                |
| 3:11,8 min                        | 1:22:23,6 h                       | 16:12,0 min                       | 32:08,6 min                       | 26.000 m                          |                                   |
| 3:14,2 min                        | 1:25:37,8 h                       | 16:12,0 min                       | 32:08,6 min                       | 27.000 m                          |                                   |
| 3:15,4 min                        | 1:28:53,2 h                       | 16:12,0 min                       | 32:08,6 min                       | 28.000 m                          |                                   |
| 3:18,0 min                        | 1:32:11,2 h                       | 16:12,0 min                       | 32:08,6 min                       | 29.000 m                          |                                   |
| 3:12,6 min                        | 1:35:23,8 h                       | 16:12,0 min                       | 32:08,6 min                       | 30.000 m                          | WR                                |

| Splitzeiten (5000-Meter-Lauf) | Splitzeiten (5000-Meter-Lauf) | Splitzeiten (5000-Meter-Lauf) |
| Split                         | Gesamtzeit                    | Distanz                       |
| ----------------------------- | ----------------------------- | ----------------------------- |
| 2:47,0 min                    | 2:47,0 min                    | 1000 m                        |
| 2:50,4 min                    | 5:37,4 min                    | 2000 m                        |
| 2:53,0 min                    | 8:30,4 min                    | 3000 m                        |
| 2:54,4 min                    | 11:24,8 min                   | 4000 m                        |
| 2:41,8 min                    | 14:06,6 min                   | 5000 m                        |

| Splitzeiten (10.000-Meter-Lauf) | Splitzeiten (10.000-Meter-Lauf) | Splitzeiten (10.000-Meter-Lauf) |
| Split                           | Gesamtzeit                      | Distanz                         |
| ------------------------------- | ------------------------------- | ------------------------------- |
| 2:52,0 min                      | 2:52,0 min                      | 1000 m                          |
| 2:59,0 min                      | 5:51,0 min                      | 2000 m                          |
| 2:57,0 min                      | 8:48,0 min                      | 3000 m                          |
| 2:57,6 min                      | 11:45,6 min                     | 4000 m                          |
| 2:57,8 min                      | 14:43,4 min                     | 5000 m                          |
| 2:55,8 min                      | 17:39,2 min                     | 6000 m                          |
| 2:54,8 min                      | 20:34,0 min                     | 7000 m                          |
| 5:54,0 min                      | 26:28,0 min                     | 9000 m                          |
| 2:49,0 min                      | 29:17,0 min                     | 10.000 m                        |

| Splitzeiten (Marathonlauf) | Splitzeiten (Marathonlauf)             | Splitzeiten (Marathonlauf)              |
| Distanz                    | Reihenfolge                            | Zeit                                    |
| -------------------------- | -------------------------------------- | --------------------------------------- |
| 5000 m                     | 1. Peters 2. Cox 3. Jansson 4. Zátopek | 15:43 min 16:02 min 16:02 min 16:02 min |
| 10.000 m                   | 1. Peters 2. Jansson 3. Zátopek        | 31:55 min 32:11 min 32:12 min           |
| 15.000 m                   | 1. Peters 2. Jansson 3. Zátopek        | 47:58 min 47:58 min 48:00 min           |
| 20.000 m                   | 1. Zátopek 2. Jansson 3. Peters        | 1:04:27 h 1:04:27 h 1:04:37 h           |
| 25.000 m                   | 1. Zátopek 2. Jansson 3. Peters        | 1:21:30 h 1:21:35 h 1:21:58 h           |
| 30.000 m                   | 1. Zátopek 2. Jansson 3. Peters        | 1:38:42 h 1:39:08 h 1:39:53 h           |
| 35.000 m                   | 1. Zátopek 2. Jansson 3. Gorno         | 1:56:50 h 1:57:55 h 1:58:46 h           |
| 40.000 m                   | 1. Zátopek 2. Gorno 3. Jansson         | 2:15:10 h 2:17:25 h 2:17:36 h           |
| 42.195 m                   | 1. Zátopek 2. Gorno 3. Jansson         | 2:23:03,2 h 2:25:35,0 h 2:26:07,0 h     |

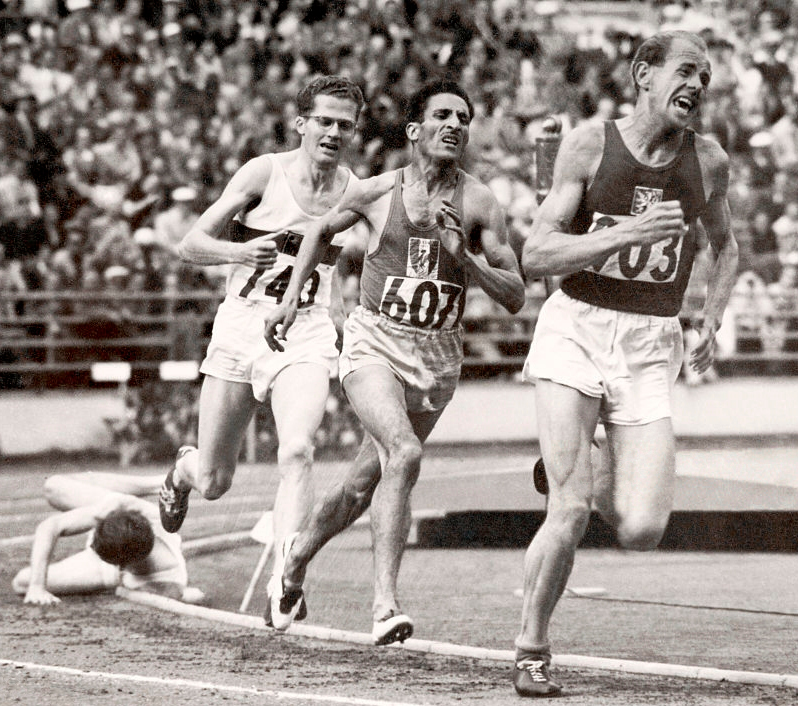
Zátopek am 24. Juli 1952 beim olympischen 5000-Meter-Zielspurt in Führung liegend

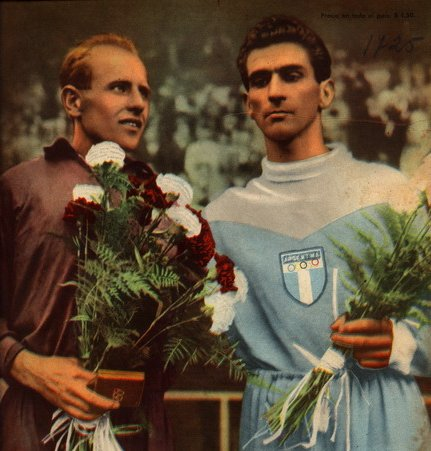
Zátopek nach seinem Marathonerfolg zusammen mit Reinaldo Gorno am 27. Juli 1952

Im Winter 1951/1952 widmete sich Zátopek ausschließlich der Vorbereitung auf die Olympischen Spiele 1952 in Helsinki, wo ihm im 5000- und im 10.000-Meter-Lauf die Favoritenrolle zugeschrieben wurde. Beeinträchtigt wurde er dabei von einer schweren Erkältung, deren Folgen er erst sechs Wochen vor Beginn der Spiele überwand. Dem Trainingsrückstand begegnete Zátopek mit zahlreichen Aufbaurennen in der DDR, Ungarn und der Sowjetunion, wo er in Kiew über die 5000-Meter-Distanz Dritter sowie im 10.000-Meter-Lauf Erster wurde. Die dabei erzielten Zeiten empfand er jedoch als so schlecht, dass er ernsthaft darüber nachdachte, seine Teilnahme an den Spielen abzusagen. Die Siegzeiten im 5000- (14:17,6 min) und im 10.000-Meter-Lauf (30:28,4 min) bei den nationalen Meisterschaften überzeugten ihn jedoch anzutreten.
Im Vorfeld des Großereignisses geriet Zátopek erstmals mit der tschechoslowakischen Staatsführung in Konflikt, als er erfuhr, dass sein Landsmann Stanislav Jungwirth von den Spielen ausgeschlossen werden sollte, weil dessen Vater wegen des Verteilens von regimekritischen Flugblättern verhaftet worden war. Daraufhin drohte der außerordentlich populäre Zátopek mit seinem Startverzicht und erzwang so wegen erwarteter Medaillengewinne und aus Furcht vor Prestigeverlust Jungwirths Teilnahme. Dass derartige gewagte Schritte zu Nachteilen führen konnten, hatte 1950 – zwei Jahre zuvor – die Verhaftung eines Großteils der tschechoslowakischen Eishockeynationalmannschaft (Weltmeister 1947) gezeigt: Die „staatsgefährdender Hetze“ Beschuldigten waren zu langjährigen Haft- und Arbeitsstrafen verurteilt worden. Unbehelligt blieb Zátopek nicht. Nach den Spielen lud ihn General Václav Kratochvíl (1903–1988) zu einer Anhörung ins Innenministerium, dem ein Schreiben vorlag, in dem Zátopek der Insubordination beschuldigt wurde. Schlussendlich wurde wegen Zátopeks sportlichen Erfolgen die Anschuldigung fallengelassen.
Zátopek traf nach diesem Vorkommnis zusammen mit Jungwirth erst am 11. Juli im olympischen Dorf in Otaniemi ein und intensivierte sogleich sein Training. Insgesamt errang Zátopek dreimal Gold: Die 10.000 Meter gewann er als Favorit mit 29:17,0 min deutlich vor seinen Kontrahenten Mimoun und Anufrijew. Seine Siege über 5000 Meter und im Marathonlauf gelten als beispiellos.
Ausgetragen wurden drei 5000-Meter-Vorläufe, aus denen sich die jeweils ersten fünf direkt für den Endlauf qualifizierten. Zátopek wurde dem dritten Lauf zugelost und erreichte mit einer Zeit von 14:26,0 min mühelos den Endlauf. Dort ging gleich nach dem Start der als Favorit gehandelte Herbert Schade in Führung. Ab Rennmitte übernahm Zátopek dann zeitweise die Führung, um das bis dahin hohe Tempo drosseln zu können. Zwei Runden vor dem Ziel war das Spitzenfeld noch immer dicht zusammen. Eingangs der letzten Kurve setzte sich der Brite Chris Chataway an die Spitze des Läuferfeldes, dicht gefolgt von Schade, Mimoun, Zátopek und Pirie. Nun verschärfte Zátopek das Tempo, rang zunächst Mimoun auf Bahn zwei nieder und überholte kurz darauf auf Bahn drei Schade und Chataway, der beim Versuch, das Tempo mitzuhalten, über die Zementeinfassung der Bahn stolperte und zu Fall kam. Ausgangs der letzten Kurve, etwa 100 Meter vor dem Ziel, trat Zátopek zum entscheidenden Endspurt an und siegte vor Mimoun. Erst kurz vor Annahmeschluss entschied er sich zur Teilnahme am Marathon, den er noch nie zuvor in einem Wettkampf gelaufen war. Auch hier siegte er ebenso wie bei den anderen beiden Wettbewerben mit einem olympischen Rekord (2:23:03,2 h). Sein Stadioneinlauf geriet dabei zu einem in der Sportgeschichte einmaligen Spektakel, als Zátopek unter dem tosenden Beifall der fast 70.000 Zuschauer und angefeuert durch euphorische „Zá-to-pek“-Rufe die letzte Runde im Alleingang absolvierte und die Ziellinie überquerte. Die Times feierte ihn daraufhin als „größten Langstreckenläufer aller Zeiten“ und der spätere IOC-Präsident Juan Antonio Samaranch erinnerte sich später, dass er in diesem Moment verstanden habe, was der olympische Geist bedeute.
Zátopeks Rückkehr in die Heimat – seine Frau hatte im Speerwurf ebenfalls und fast gleichzeitig eine Goldmedaille errungen – war triumphal. Ihm zu Ehren wurden zahlreiche Empfänge veranstaltet. Von hochrangigen Militärs und Politikern erhielt er Ehrungen und Lobesreden; die nationale und internationale Presse feierte ihn. Der mittlerweile 30-jährige Zátopek wurde in Würdigung seiner sportlichen Verdienste zum Major befördert und erhielt am 20. September den Orden der Republik. Das erfolgreichste Jahr seiner Sportkarriere beschloss Zátopek am 26. Oktober im Stadion von Houšťka in Stará Boleslav, wo er während eines 30.000-Meter-Laufes gleich drei Weltrekorde auf einmal brach, indem er zusätzlich zu dem auf 30 Kilometer (1:35:23,8 h) die bestehenden Bestzeiten im 15-Meilen- (1,16:26,4 h) und 25.000-Meter-Lauf (1,19:11,8 h) unterbot. Am 12. Dezember war er zusammen mit Otto Peltzer Gastredner beim Wiener Völkerkongress für den Frieden, wo beide Athleten vor einem großen Publikum über ihre jeweiligen Olympiaerlebnisse sprachen.

#### 1953: Weitere Weltrekordläufe
| Weltrekordlauf (1. November 1953) | Weltrekordlauf (1. November 1953) | Weltrekordlauf (1. November 1953) | Weltrekordlauf (1. November 1953) | Weltrekordlauf (1. November 1953) |
| Split                             | Gesamtzeit                        | 5-km-Split                        | Distanz                           | Bemerkung                         |
| --------------------------------- | --------------------------------- | --------------------------------- | --------------------------------- | --------------------------------- |
| 2:52,8 min                        | 2:52,8 min                        | 14:34,8 min                       | 1000 m                            |                                   |
| 2:55,8 min                        | 5:48,6 min                        | 14:34,8 min                       | 2000 m                            |                                   |
| 2:55,2 min                        | 8:43,8 min                        | 14:34,8 min                       | 3000 m                            |                                   |
| 2:55,8 min                        | 11:39,6 min                       | 14:34,8 min                       | 4000 m                            |                                   |
| 2:55,2 min                        | 14:34,8 min                       | 14:34,8 min                       | 5000 m                            |                                   |
| 2:53,8 min                        | 17:28,6 min                       | 14:26,8 min                       | 6000 m                            |                                   |
| 2:55,4 min                        | 20:24,0 min                       | 14:26,8 min                       | 7000 m                            |                                   |
| 2:55,6 min                        | 23:19,6 min                       | 14:26,8 min                       | 8000 m                            |                                   |
| 2:57,2 min                        | 26:16,8 min                       | 14:26,8 min                       | 9000 m                            |                                   |
| –                                 | 28:08,4 min                       | 14:26,8 min                       | 6 mi                              | WR                                |
| 2:44,8 min                        | 29:01,6 min                       | 14:26,8 min                       | 10.000 m                          | WR                                |

Zu Beginn des Jahres führten Zahn-, Mandel- und Ischiasbeschwerden zu hohen Trainingsdefiziten. So bestritt Zátopek erst im Mai einen ersten 5000-Meter-Lauf, dessen Zeit (14:33,0 min) die erwartete Höchstform vermissen ließ. Bei dem Mitte Juli stattfindenden Länderkampf gegen Ungarn in Prag und den anschließenden Nationalmeisterschaften siegte Zátopek erneut mit mittelmäßigen Zeiten in den dortigen 5000- und 10.000-Meter-Läufen. Eine Verbesserung der Form zeigte sich erst bei den Anfang August ausgetragenen Weltjugendfestspielen in Bukarest, wo er gleich am Eröffnungstag bei sehr heißen Temperaturen über die 5000 Meter gewann (14:08,0 min). Im zwei Tage später stattfindenden 10.000-Meter-Lauf (29:25,8 min) besiegte er die hochkarätige sowjetische Delegation, die wie üblich mit hohem Anfangstempo gestartet war, durch einen taktischen Meisterlauf.
Nach nochmals verschärftem Training lief Zátopek am 1. November im Stadion von Houšťka mit 29:01,6 min Weltrekord über die 10.000 Meter und drückte zugleich die Weltbestleistung über die 6-Meilen-Distanz auf 28:04,4 min. Eine besondere Ehrung wurde ihm zum Jahresende zuteil, als Zátopek zum brasilianischen Internationalen Silvesterlauf in São Paulo geladen wurde. Bereits am Flughafen erlebte der „Weltstar“ einen Ansturm unzähliger Journalisten. Sein Hotel wurde anschließend von zahlreichen Fans belagert. Eine lockere Trainingsrunde mit seinem Läuferkollegen Adolf Gruber musste durch eine motorisierte Polizei-Eskorte gesichert werden. Am eigentlichen Rennen nahmen 2140 Läufer aus 16 Nationen teil. Zátopek siegte souverän auf dem 7300 Meter langen Straßenkurs und stellte mit 20:30 min einen neuen Streckenrekord auf.

#### 1954: Europameisterschaften in Bern
| Splitzeiten (10.000-Meter-Lauf) | Splitzeiten (10.000-Meter-Lauf) | Splitzeiten (10.000-Meter-Lauf) | Splitzeiten (10.000-Meter-Lauf) |
| Rd.                             | Split                           | Gesamtzeit                      | Distanz                         |
| ------------------------------- | ------------------------------- | ------------------------------- | ------------------------------- |
| 1                               | 68,8 s                          | 1:08,8 min                      | 400 m                           |
| 2                               | 70,8 s                          | 2:19,6 min                      | 800 m                           |
| 3                               | 69,1 s                          | 3:28,7 min                      | 1200 m                          |
| 4                               | 68,1 s                          | 4:36,8 min                      | 1600 m                          |
| 5                               | 69,0 s                          | 5:45,8 min                      | 2000 m                          |
| 6                               | 69,1 s                          | 6:54,9 min                      | 2400 m                          |
| 7                               | 68,7 s                          | 8:03,6 min                      | 2800 m                          |
| 8                               | 68,6 s                          | 9:12,2 min                      | 3200 m                          |
| 9                               | 69,8 s                          | 10:22,0 min                     | 3600 m                          |
| 10                              | 69,9 s                          | 11:31,9 min                     | 4000 m                          |
| 11                              | 69,9 s                          | 12:41,8 min                     | 4400 m                          |
| 12                              | 70,6 s                          | 13:52,4 min                     | 4800 m                          |
| 13                              | 70,4 s                          | 15:02,8 min                     | 5200 m                          |
| 14                              | 70,0 s                          | 16:12,8 min                     | 5600 m                          |
| 15                              | 69,4 s                          | 17:22,2 min                     | 6000 m                          |
| 16                              | 70,6 s                          | 18:32,8 min                     | 6400 m                          |
| 17                              | 71,0 s                          | 19:43,8 min                     | 6800 m                          |
| 18                              | 70,8 s                          | 20:54,6 min                     | 7200 m                          |
| 19                              | 70,4 s                          | 22:05,4 min                     | 7600 m                          |
| 20                              | 69,6 s                          | 23:15,0 min                     | 8000 m                          |
| 21                              | 71,3 s                          | 24:26,3 min                     | 8400 m                          |
| 22                              | 69,1 s                          | 25:35,4 min                     | 8800 m                          |
| 23                              | 71,3 s                          | 26:46,7 min                     | 9200 m                          |
| 24                              | 68,8 s                          | 27:55,6 min                     | 9600 m                          |
| 25                              | 63,0 s                          | 28:58,0 min                     | 10.000 m                        |

| Kuz’ Splitzeiten (5000-Meter-Lauf) | Kuz’ Splitzeiten (5000-Meter-Lauf) | Kuz’ Splitzeiten (5000-Meter-Lauf) |
| Split                              | Gesamtzeit                         | Distanz                            |
| ---------------------------------- | ---------------------------------- | ---------------------------------- |
| 2:44,0 min                         | 2:44,0 min                         | 1000 m                             |
| 2:52,7 min                         | 5:36,7 min                         | 2000 m                             |
| 2:47,2 min                         | 8:23,9 min                         | 3000 m                             |
| 2:48,4 min                         | 11:12,3 min                        | 4000 m                             |
| 2:44,3 min                         | 13:56,6 min                        | 5000 m                             |

| Weltrekordlauf (30. Mai 1954) | Weltrekordlauf (30. Mai 1954) | Weltrekordlauf (30. Mai 1954) | Weltrekordlauf (30. Mai 1954) |
| Split                         | Gesamtzeit                    | Distanz                       | Bemerkung                     |
| ----------------------------- | ----------------------------- | ----------------------------- | ----------------------------- |
| 2:47,1 min                    | 2:47,1 min                    | 1000 m                        |                               |
| 2:47,2 min                    | 5:34,3 min                    | 2000 m                        |                               |
| 2:49,0 min                    | 8:23,3 min                    | 3000 m                        |                               |
| 2:50,0 min                    | 11:13,3 min                   | 4000 m                        |                               |
| 2:43,9 min                    | 13:57,2 min                   | 5000 m                        | WR                            |

| Weltrekordlauf (1. Juni 1954) | Weltrekordlauf (1. Juni 1954) | Weltrekordlauf (1. Juni 1954) | Weltrekordlauf (1. Juni 1954) | Weltrekordlauf (1. Juni 1954) |
| Split                         | Gesamtzeit                    | 5-km-Split                    | Distanz                       | Bemerkung                     |
| ----------------------------- | ----------------------------- | ----------------------------- | ----------------------------- | ----------------------------- |
| 2:47,8 min                    | 2:47,8 min                    | 14:27,6 min                   | 1000 m                        |                               |
| 2:56,4 min                    | 5:44,2 min                    | 14:27,6 min                   | 2000 m                        |                               |
| 2:54,0 min                    | 8:38,2 min                    | 14:27,6 min                   | 3000 m                        |                               |
| 2:55,8 min                    | 11:34,0 min                   | 14:27,6 min                   | 4000 m                        |                               |
| 2:53,6 min                    | 14:27,6 min                   | 14:27,6 min                   | 5000 m                        |                               |
| 2:55,4 min                    | 17:23,0 min                   | 14:26,6 min                   | 6000 m                        |                               |
| 2:53,4 min                    | 20:16,4 min                   | 14:26,6 min                   | 7000 m                        |                               |
| 2:55,2 min                    | 23:11,6 min                   | 14:26,6 min                   | 8000 m                        |                               |
| 2:55,8 min                    | 26:07,4 min                   | 14:26,6 min                   | 9000 m                        |                               |
| –                             | 27:59,2 min                   | 14:26,6 min                   | 6 mi                          | WR                            |
| 2:46,8 min                    | 28:54,2 min                   | 14:26,6 min                   | 10.000 m                      | WR                            |

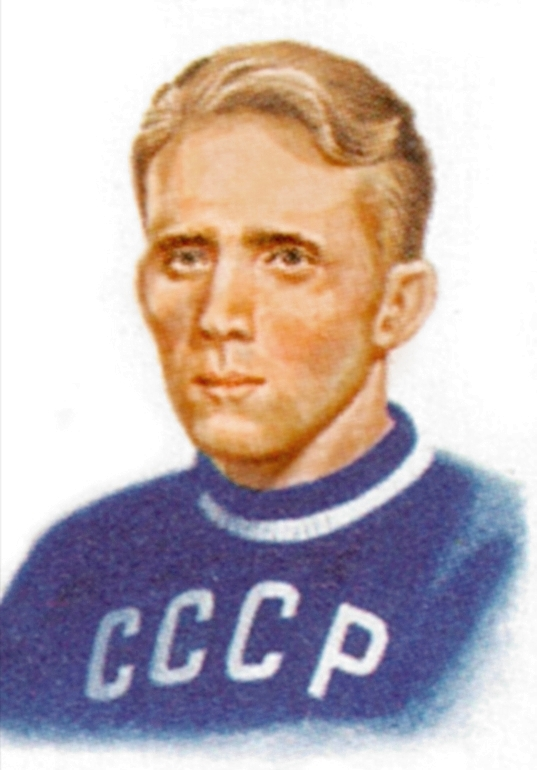
Gegen Wolodymyr Kuz war Zátopek im 5000-Meter-Lauf am 29. August 1954 in Bern chancenlos. Am Ende wurde er hinter Chataway Dritter.

Zátopeks Training richtete sich im Frühjahr 1954 voll auf seine Titelverteidigung im 5000- und 10.000-Meter-Lauf bei den im August anstehenden Leichtathletik-Europameisterschaften in Bern. Allein in den Monaten März und April brachte er es auf 1845 Laufkilometer. Zudem bestritt er zahlreiche Vorbereitungsrennen, so am Abend des 30. Mai über 5000 Meter im Pariser Stade de Colombes, bei dem Zátopek in einer Zeit von 13:57,2 min überraschend Weltrekord lief. Zwei Tage später düpierte er seine Gegner bei einem 10.000-Meter-Lauf in Brüssel, durchbrach die „magische“ 29-Minuten-Marke (28:54,2 min) und errang neben einem neuerlichen Weltrekord über diese Distanz noch gleich jenen über die 6 Meilen. Er siegte auch über die 5000-Meter-Distanz bei den Nationalmeisterschaften Anfang August in Prag, wobei er auf den 10.000-Meter-Lauf zugunsten der bevorstehenden Europameisterschaften in Bern verzichtete.
So galt Zátopek als klarer Favorit für Bern. In dem am 25. August angesetzten 10.000-Meter-Rennen unter Flutlicht lief er in einem hochklassigen Starterfeld einen ungefährdeten Sieg vor seinem ungarischen Kontrahenten József Kovács und dem Briten Frank Sando mit neuem Europameisterschaftsrekord (28:58,0 min) heraus. Entgegen seiner üblichen Taktik, das Feld zunächst aus dem Mittelfeld heraus zu beobachten, ging Zátopek gleich zu Beginn des Rennens in Führung. In Runde zehn betrug sein Vorsprung auf Schade etwa 45 Meter, dem wiederum Kovács, Sando, Mihalić, Driver und der Rest des Feldes folgten. Bei Kilometer fünf betrug sein Vorsprung gegenüber Schade bereits 100 Meter, der seinerseits von Sando und Kovács hart bedrängt wurde. In Runde 22 fiel Schade auf den vierten Rang zurück. Während Zátopek siegte, überspurtete Kovács noch seinen britischen Kontrahenten Sando und wurde vor diesem Zweiter. Im Vorlauf zum 5000-Meter-Rennen am Folgetag erreichte Zátopek die Qualifikation für das Finale nur mit Mühe. Der Endlauf fand am 29. August bei sengender Hitze statt und wurde von Beginn an vom aufsteigenden sowjetischen „Superstar“ Wolodymyr Kuz dominiert, der seinen Kontrahenten keine Chance ließ und mit neuem Weltrekord (13:56,6 min) siegte. Zátopek musste sich auch noch Chataway geschlagen geben und wurde Dritter.
Eine weitere Niederlage erlebte Zátopek am 23. Oktober, als er beim Länderkampf gegen die UdSSR erstmals seit 1948 auf heimischem Boden einen 5000-Meter-Lauf, abermals gegen Kuz, verlor. Tags darauf siegte er über die 10.000-Meter-Distanz. Insgesamt hatte Zátopek in diesem Jahr 7888 km läuferisch zurückgelegt und war mit dem Ehrentitel „Meister des Sports“ ausgezeichnet worden.

### Abstieg

#### 1955: Rückschläge
| Weltrekordversuch (15. Mai 1955) | Weltrekordversuch (15. Mai 1955) | Weltrekordversuch (15. Mai 1955) | Weltrekordversuch (15. Mai 1955) |
| Split                            | Gesamtzeit                       | 5-km-Split                       | Distanz                          |
| -------------------------------- | -------------------------------- | -------------------------------- | -------------------------------- |
| 2:51,0 min                       | 2:51,0 min                       | 14:26,2 min                      | 1000 m                           |
| 2:53,8 min                       | 5:44,8 min                       | 14:26,2 min                      | 2000 m                           |
| 2:53,0 min                       | 8:37,8 min                       | 14:26,2 min                      | 3000 m                           |
| 2:54,0 min                       | 11:31,8 min                      | 14:26,2 min                      | 4000 m                           |
| 2:54,4 min                       | 14:26,2 min                      | 14:26,2 min                      | 5000 m                           |
| 2:55,8 min                       | 17:22,0 min                      | 15:06,8 min                      | 6000 m                           |
| 2:58,4 min                       | 20:20,4 min                      | 15:06,8 min                      | 7000 m                           |
| 3:04,0 min                       | 23:24,4 min                      | 15:06,8 min                      | 8000 m                           |
| 3:05,0 min                       | 26:29,4 min                      | 15:06,8 min                      | 9000 m                           |
| 3:03,6 min                       | 29:33,0 min                      | 15:06,8 min                      | 10.000 m                         |

Die Niederlagen des Vorjahres hatten der sportlichen Konkurrenz vor Augen geführt, dass die Dominanz des bisher als unschlagbar geltenden Emil Zátopek gebrochen werden konnte. Insbesondere die „jungen Wilden“, wie der mittlerweile 32-jährige Zátopek die Schar nachdrängender Talente – vor allem aus Osteuropa – nannte, trainierten vorwiegend nach seinem Prinzip und erreichten binnen kürzester Zeit läuferische Spitzenwerte. Hierzu zählte neben den sowjetischen Läufern Kuz und Anufrijew sowie dem Ungarn Sándor Iharos auch Landsmann Ivan Ullsperger, der als möglicher Nachfolger Zátopeks gehandelt wurde. Ungeachtet dessen trainierte er in gewohnter Manier weiter, wobei er mangels internationaler Meisterschaften neuerliche Weltrekordversuche über die 6-Meilen-Distanz, den 10.000-Meter-Lauf im ersten Halbjahr und über die 15 Meilen sowie 25.000 Meter im zweiten Halbjahr plante.
So fand am 14. Mai 1955 im Stadion von Houšťka in Stará Boleslav die Weltrekordveranstaltung über die 6-Meilen beziehungsweise 10.000 Meter statt. Am Renntag herrschte raues Wetter, Zátopek lief unter seinen Erwartungen. Ullsperger, der als Tempomacher fungieren sollte, enteilte seinem Mentor ab Kilometer acht. Am Ende wurden beide Weltrekordvorgaben verpasst. Ullsperger schlug Zátopek am 28. Mai in Brünn und am 9. Juni in Prag über die 5000 Meter ebenfalls deutlich. Am 16. Juni lief er in Belgrad über die gleiche Distanz als Fünfter und bei den anschließenden Weltjugendfestspielen in Warschau nur als Sechster über die Ziellinie. Anzeichen von Resignation zeigte Zátopek jedoch nicht und am 24./25. August 1955 gewann er beim Länderkampf gegen Frankreich den 5000-Meter-Lauf in persönlicher Jahresbestleistung (14:24,4 min). Eine Woche später bezwang er seine Gegner im 5000- und 10.000-Meter-Lauf im Länderkampf gegen Polen. Im folgenden Länderkampf gegen das Vereinigte Königreich Mitte September siegte er über die 10.000-Meter-Distanz vor Pirie, unterlag ihm jedoch im 5000-Meter-Lauf. Im Mitte Oktober ausgetragenen Städtekampf London gegen Prag wurde Zátopek im 10.000-Meter-Lauf Dritter; im 5000-Meter-Rennen bezwang ihn Pirie erneut. Am 29. Oktober dieses Jahres lief Zátopek anlässlich der Eröffnung des Stadions des Friedens in Čelákovice seine zu Jahresbeginn anvisierten beiden Weltrekorde über die 15 Meilen (1:14:01,0 h) und über die 25 km (1:16:36,4 h), die fast zehn Jahre Bestand hatten und erst 1965 von Ron Hill unterboten wurden.

#### 1956: Olympische Spiele in Melbourne
| Splitzeiten | Splitzeiten | Splitzeiten                                                     |
| Distanz     | Reihenfolge | Zeit                                                            |
| ----------- | --- | --------------------------------------------------------------- |
| 5 km        | 1. Kanuti 2. Lee 3. Davis 4. Kotila 5. Mimoun 6. Filine 7. Ivanov 8. Norris 9. Oksanen 10. Karvonen … 17. Zátopek              | 16:25 min „ “ 16:28 min „ “ „ “ 16:30 min " … 16:34 min         |
| 10 km       | 1. Kotila 2. Mimoun 3. Filine 4. Ivanov 5. Norris 6. Karvonen 7. Kanuti 8. Mihalić 9. Oksanen 10. Perry 11. Nyberg 12. Zátopek | 33:30 min 33:32 min „ “ 33:34 min „ “ 33:35 min „ “ 33:37 min " |
| 15 km       | 1. Mimoun 2. Filine 3. Kelley 4. Kotila 5. Norris 6. Mihalić 7. Ivanov 8. Nyberg 9. Karvonen 10. Fontecilla 11. Zátopek        | 50:37 min „ “ 50:38 min „ 50:39 min “ „ 50:40 min “ 50:42 min   |
| 20 km       | 1. Mimoun 2. Mihalić 3. Karvonen 4. Filine 5. Ivanov 6. Kelley 7. Nyberg 8. Perry 9. Kotila 10. Zátopek                        | 1:08:03 h „ “ „ “ " 1:08:11 h 1:08:16 h 1:08:20 h 1:08:26 h     |
| 25 km       | 1. Mimoun 2. Mihalić 3. Karvonen 4. Kawashima 5. Nyberg 6. Zátopek                                                             | 1:24:35 h 1:25:25 h " 1:25:45 h 1:25:53 h 1:25:27 h             |
| 30 km       | 1. Mimoun 2. Mihalić 3. Karvonen 4. Kawashima 5. Zátopek                                                                       | 1:41:47 h 1:42:59 h „ “ 1:43:50 h                               |
| 35 km       | 1. Mimoun 2. Mihalić 3. Karvonen 4. Kawashima 5. Zátopek                                                                       | 1:59:34 h 2:00:50 h 2:00:58 h 2:01:36 h 2:01:56 h               |
| 40 km       | 1. Mimoun 2. Mihalić 3. Karvonen 4. Kawashima 5. Lee 6. Zátopek                                                                | 2:17:30 h 2:18:44 h 2:19:37 h 2:20:35 h 2:20:46 h 2:21:15 h     |
| 42,195 km   | 1. Mimoun 2. Mihalić 3. Karvonen 4. Lee 5. Kawashima 6. Zátopek                                                                | 2:25:00 h 2:26:32 h 2:27:47 h 2:28:45 h 2:29:19 h 2:29:34 h     |

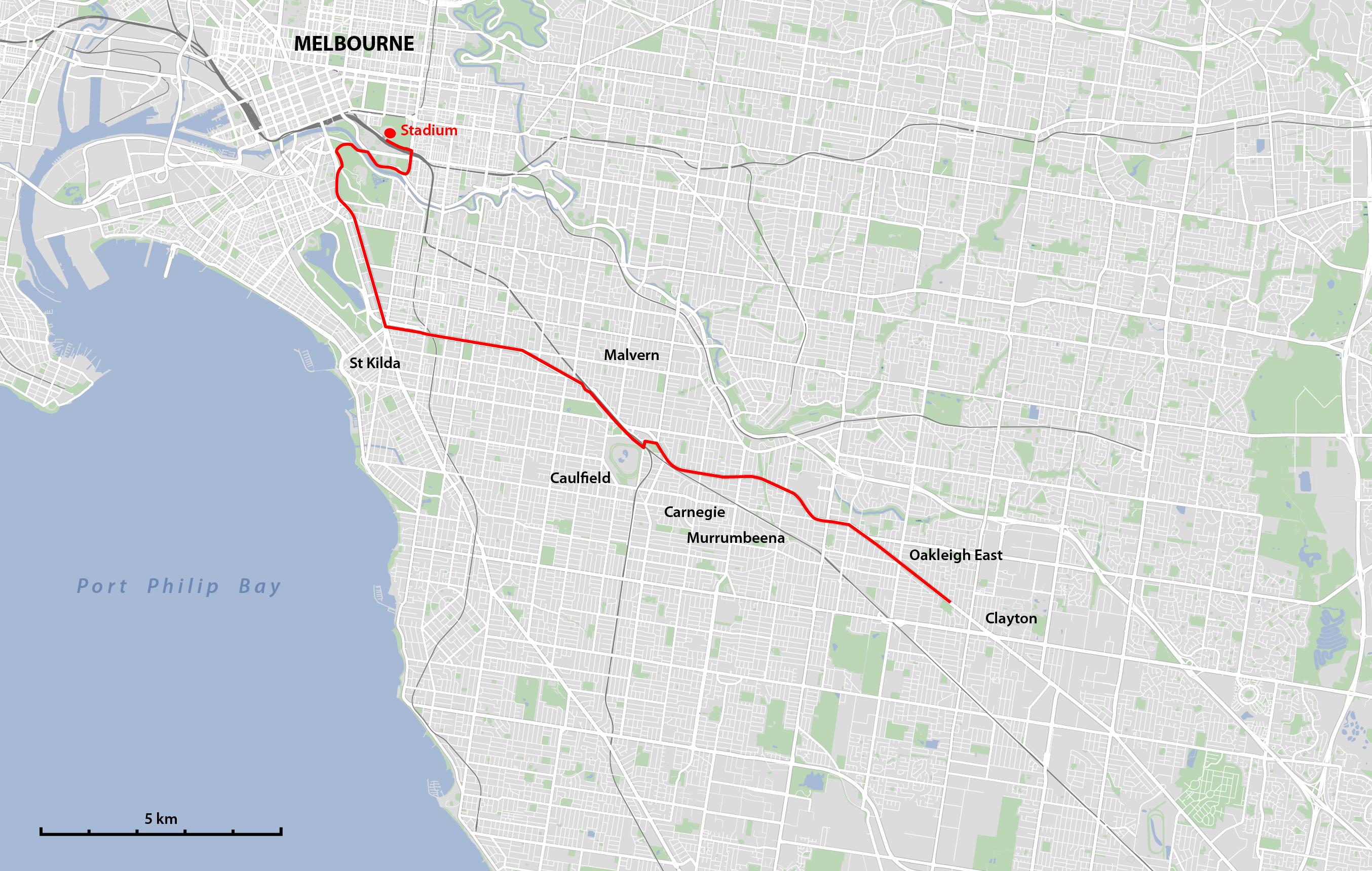
Streckenskizze des olympischen Marathonlaufes 1956 in Melbourne

Zátopek versuchte um die Jahreswende 1955/56 seine schwindende Überlegenheit durch noch einmal intensiviertes Training zu kompensieren. Hierbei zog er sich eine Läsion der Leiste zu, die im Juli operativ behandelt werden musste, weshalb er nur eine Handvoll Vorbereitungsrennen für die bevorstehenden Olympischen Spiele in Melbourne bestreiten konnte, bei denen er die Titelverteidigung im Marathonlauf anstrebte. Im selben Monat verlor er seine Weltrekorde über die 6 Meilen und 10.000 Meter an den Ungarn Iharos.
Daher war Zátopek nach seiner Ankunft im olympischen Dorf recht pessimistisch, an die Leistung von 1952 anknüpfen zu können. Der Start zum Marathonlauf erfolgte am 1. Dezember um 15:15 Uhr Ortszeit bei einer Temperatur von über 30 °C. Am Marathon nahmen 46 Läufer aus 23 Nationen teil. Die Strecke bot ihren Läufern nur wenig Schatten, weshalb Zátopek, der sich zu Beginn im Mittelfeld einreihte, eine leichte Kopfbedeckung trug. Nach etwa 10 gelaufenen Kilometern hatte sich eine zehnköpfige Spitzengruppe formiert, die von einer zweiten, von Zátopek angeführten Gruppe verfolgt wurde. Nach etwa 15 Kilometern vereinigten sich die beiden Gruppen. Zu diesem Zeitpunkt hatten bereits neun Kontrahenten wegen der enormen Hitze aufgegeben. Führender war weiterhin Mimoun, dessen Vorsprung ab Kilometer 25 etwa eine Minute auf den Sechstplatzierten Zátopek betrug. Dieser hatte eigene Probleme. Durch den glühend heißen Asphalt begannen sich seine Schuhsohlen aufzulösen, wodurch sein Rückstand anwuchs. Mit stark schmerzenden und blutenden Füßen erreichte er schließlich in einer Zeit von 2:29:34 h und damit mehr als 4 ½ Minuten hinter Mimoun als Sechster das Ziel. Das Publikum begleitete ihn auf der letzten Stadionrunde mit Ovationen, im Ziel sank der völlig entkräftete Zátopek auf dem Rasen zusammen. Später gab er der Presse bekannt, dass dies sein letztes Rennen gewesen sei.

#### 1957: Rücktritt
Im März 1957 erklärte der mittlerweile 34-jährige Zátopek seine Absicht, zum Jahresende vom aktiven Sport zurückzutreten. Damit revidierte er zugleich seine letztjährige Aussage, keine Rennen mehr bestreiten zu wollen. Insgesamt lief er noch neunzehn Wettbewerbe über die 5000- und 10.000-Meter-Distanz, von denen er bei neun siegte – beispielsweise Ende Juni in Krakau, wo er beim Länderkampf Polens gegen die Tschechoslowakei das 10.000-Meter-Rennen für sich entscheiden konnte. Bei seinen letzten Nationalmeisterschaften Ende August im heimischen Prag wurde er über dieselbe Distanz Zweiter. Anfang September erfüllte Zátopek gegenüber seinem einstigen Kontrahenten Schade ein Versprechen aus dem Jahr 1952 und lief in dessen Heimatstadt Solingen ein weiteres 10.000-Meter-Rennen. In diesem und im Folgemonat bestritt er außerdem seine letzten drei Länderkämpfe. Der Auftakt hierzu erfolgte am 14. September in Prag, wo er gegen eine ungarische Auswahl im 10.000-Meter-Lauf Zweiter wurde. Am 22. September siegte er in Ost-Berlin über 10.000 Meter, und bei der anschließenden „Rückrunde“ gut einen Monat später am 12. Oktober in Brünn lief er über die gleiche Distanz als Zweiter (29:25,8 min) über die Ziellinie. Insgesamt war er während seiner über zehnjährigen Laufkarriere mehr als 80.000 km (über 50.000 Meilen) gelaufen.
Im Folgejahr war Zátopek noch Gaststarter bei einem Crosslaufevent im spanischen San Sebastián sowie bei einem 10.000-Meter-Lauf in Peking. Anschließend entschied er sich dagegen, als Trainer zu arbeiten, und widmete sich seinen Dienstaufgaben im Verteidigungsministerium. Ab 1960 führten diverse Auslandsdelegierungen das Ehepaar Zátopek nach China, Korea, Vietnam, Ägypten, Tunesien, Syrien und Kuba, 1963 folgte ein fast einjähriger Aufenthalt in Indonesien. Ferner wurde das prominenteste tschechoslowakische Sportpaar von ehemaligen Mitstreitern, Weggefährten und aufstrebenden jungen Sporttalenten aufgesucht, mit denen Zátopek neben persönlichen Gesprächen brieflich korrespondierte.

## Prager Frühling

### Persönliche Rolle

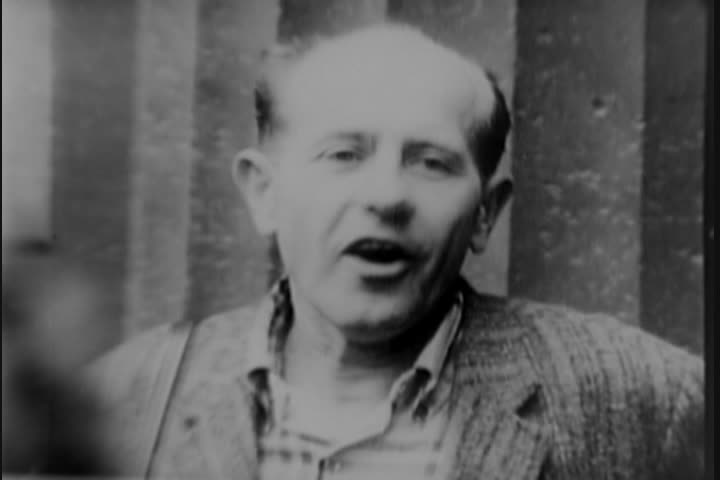
Zátopek in Zivilkleidung im Gespräch mit um ihn versammelten Menschen während des Prager Frühlings im August 1968

Zátopek nahm aktiv am Prager Frühling teil, einer Reformbewegung, die eine Liberalisierung und Demokratisierung der Tschechoslowakei einzuleiten versuchte. Zusammen mit seiner Frau, dem Skispringer Jiří Raška und der Kunstturnerin Věra Čáslavská gehörte er zu den vier Olympiasiegern, die mit weiteren hochrangigen Persönlichkeiten des Landes das dafür maßgebliche Manifest der 2000 Worte unterschrieben, insbesondere, weil er sich den Grundidealen des Sozialismus verbunden fühlte.
In der Nacht des Einmarsches der Truppen der Warschauer-Pakt-Staaten vom 20. auf den 21. August 1968 in Prag, die den Reformbestrebungen ein Ende setzten, befand sich Zátopek auf dem Heimweg von einer Feier. Am frühen Morgen des 21. Augusts eilte er in Zivilkleidung zum Wenzelsplatz, wo sich bereits tausende Demonstranten versammelt hatten, um sich den aufgefahrenen russischen Panzern in den Weg zu stellen. Dort angekommen, sprach er vom Podest der Wenzelsstatue zu seinen Mitbürgern und einer Handvoll westlicher Journalisten und verurteilte die Invasion auf das schärfste. Die Lage eskalierte, als die Panzer von aufgebrachten Menschenmengen mit Pflastersteinen attackiert wurden und sowjetische Truppen die Räumlichkeiten von Radio Praha gestürmt und dessen Mitarbeiter mit Waffengewalt vertrieben hatten. Im Lauf des Tages gab es auf beiden Seiten zahlreiche Tote und Verletzte. Zátopek beschloss daraufhin seine Popularität zu nutzen, um das Gespräch mit sowjetischen Soldaten zu suchen. So kletterte er in Uniform auf einen sowjetischen Panzer und appellierte an dessen Besatzung, wieder nach Hause zu fahren. In den Folgetagen suchte er weitere Dialoge mit Sowjetoffizieren und versuchte sie vergeblich mit dem Argument eines „friedlichen Miteinanders“ im Geiste der bevorstehenden Olympischen Spiele 1968 zu einem maßvollen Umgang zu bewegen.
Zátopek verstärkte daraufhin seine Aktivitäten und beklebte beispielsweise Wände mit Protestplakaten. Am 22. August sprach er erneut auf dem Wenzelsplatz zu einer großen Menschenmenge. Dabei forderte er unter anderem den Ausschluss der Sowjetunion von den diesjährigen Olympischen Spielen. Darüber hinaus beschuldigte er die sowjetischen Streitkräfte, willentlich und rechtswidrig die Souveränität eines friedlichen sozialistischen Bruderstaates verletzt zu haben. Nach einem weiteren öffentlichen Gespräch, dieses Mal über einen illegalen freien Radiosender am 23. August, geriet Zátopek, der sich über diese kritischen Tage hinweg in unterschiedlichen Häusern aufhielt, um einer möglichen Verhaftung zu entgehen, ins Visier des KGB und des tschechoslowakischen Geheimdienstes StB. Zu diesem Zeitpunkt war Zátopek bewusst, dass seine Militärkarriere zu Ende sein würde.
Am 24. August wiederholte er in einem gedruckten Zeitungsinterview die Forderung, die Sowjetunion von den Olympischen Spielen auszuschließen, zu denen er und seine Frau als Ehrengäste bereits geladen waren. Wohl aus diesem Grund befürchtete er vorerst keine Repressalien. Am 26. August gab er gegenüber einer französischen Filmcrew ein letztes Interview, in dem er zum wiederholten Male dem tschechoslowakischen Volk das Recht auf Souveränität zusprach und die sowjetische Intervention scharf verurteilte. Am selben Tag wurde das Moskauer Protokoll ratifiziert, das den Prager Frühling faktisch beendete. Im Anschluss reiste Zátopek zusammen mit seiner Frau unbeschadet nach Mexiko-Stadt, wo sie gemeinsam den Spielen beiwohnten. In dortigen Interviews hielt sich Zátopek mit kritischen Aussagen gegenüber der Sowjetunion oder der tschechoslowakischen Staatsführung zurück und gab sich diplomatisch zurückhaltend. Nach den Spielen kehrten die Zátopeks Ende Oktober 1968 nach Prag zurück, wo Regierungsangehörige jeglichen Kontakt zu ausländischen Medienvertretern unterbanden. Als dort britische Journalisten dem Paar eine Flucht nach Großbritannien anboten, lehnte er ab. Im November 1968 wurde Zátopek vom Verteidigungsministerium unter Androhung dienstlicher Konsequenzen aufgefordert, sich weiterer Kritik am System zu enthalten und sich den Vorschriften und Regeln der Armee zu fügen.
Jahre später fasste er seine Motivation wie folgt zusammen:

„Ich halte es für unmodern, mit Waffen die Welt zu verändern. Man soll mit Gedanken und Vernunft und mit guten Absichten die Welt ändern, aber nicht mit Waffen.“

### Diffamierung
Zu Anfang des Jahres 1969 begann Zátopeks öffentliche Diskreditierung – mit einer Aussage des ostdeutschen Langstreckenläufers Friedrich Janke, der ihm vorwarf, seine „politischen Überzeugungen wie ein Hemd wechseln zu können“, und mit einem Artikel in der sowjetischen Sportzeitschrift Sowjetski Sport, in dem Zátopek als „Verräter“ bezeichnet wurde. Nach der Selbstverbrennung des Studenten Jan Palach am 19. Januar 1969 aus Protest gegen die Niederschlagung des Prager Frühlings und weiteren Nachahmern suchte Zátopek auf der Straße Kontakt zu aufgebrachten Studenten. Unter anderem dafür erhielt er am 19. Januar einen offiziellen Tadel des Verteidigungsministeriums und wurde seiner Dienststellung enthoben. Zugleich wurde ihm der Posten eines Jugendtrainers beim FK Dukla übertragen, was einer Degradierung gleichkam.
Am 20. Februar 1969 behauptete Vilém Novy, ein Mitglied des Zentralkomitees der KSČ, dass Palach von einer Gruppe Verschwörer zu seiner Aktion überredet worden sei und diese seinen Tod billigend in Kauf genommen hätten. Zu den namentlich Beschuldigten gehörten neben Zátopek die Schriftsteller Vladimír Škutina und Pavel Kohout, der Schachspieler Luděk Pachman und der Studentenführer Lubomír Holeček. Gegen die absurde Behauptung Novys reichten die Beschuldigten vier Wochen später eine Verleumdungsklage ein, die erfolglos blieb. Nach weiteren abfälligen Bemerkungen Zátopeks, unter anderem dass die Ausgaben für die tschechoslowakische Armee besser für Bildung verwendet worden wären, wurde er am 21. April 1969 von seiner Tätigkeit als Jugendtrainer suspendiert. Ein militärgerichtliches Verfahren gegen ihn wurde eingeleitet, in dem ihm illegale politische Aktivitäten, Verbreitung von Falschmeldungen sowie Befehlsverweigerung vorgeworfen wurden. Er bestritt alle Anschuldigungen und erklärte vor Pressevertretern, kein Staatsfeind oder Konterrevolutionär zu sein. Zátopek wurde jedoch zum Sündenbock gemacht, mit Wirkung zum 1. Oktober des Jahres aus der Armee entlassen und zugleich aus der Partei ausgeschlossen, in der er den demokratischen Flügel unterstützt hatte. Auf eine Haftstrafe wurde wegen seiner früheren Verdienste und aufgrund brieflicher Einwendungen westlicher Athleten und Freunde gegenüber der Regierung, die einen immensen Prestigeverlust für das Land bedeutet hätten, verzichtet. Seine Entlassung aus dem Militärdienst war Teil einer landesweiten politischen Säuberungswelle, die bis Mitte der 1970er Jahre circa 11.000 Offiziere und 30.000 Unteroffiziere ihre Stellung kostete.

### Folgen
Seiner finanziellen Einkünfte und sportlichen Aktivitäten beraubt, schlug sich Zátopek als Persona non grata zunächst als Müllmann durch, bevor er mit Hilfe von Freunden eine Anstellung im Großunternehmen Stavební Geologie fand, welches im Auftrag des Staates Bodenschätze erkundete. Daneben betätigte sich die Firma, die mehr als 1000 Beschäftigte zählte, im Brunnen-, Graben- und Untertagebau sowie im Bohrgeschäft. Zátopek arbeitete hier bis 1973 als Wanderarbeiter unter teils schwersten Arbeitsbedingungen. Die oft wochenlangen Einsätze führten zu familiären Differenzen und schwerem Alkoholismus. Untergebracht war der Bautrupp, dem Zátopek angehörte, in gewöhnlichen Bauwagen, Maringotka genannt. Als ihn überraschend ein spanischer Sportbeamter bei seiner Arbeit aufsuchte, zeigte sich dieser vom körperlichen Verfall und der Behandlung des einstigen Weltstars schockiert. Zátopek ertrug jedoch die ihm übertragenen Aufgaben, wozu außerdem Stollenarbeiten in der ehemaligen Uranmine Důl Svornost zählten, mit sportlichem Ehrgeiz. Bei einem seiner seltenen Besuche zu Hause in Prag wurde er auf offener Straße von Armeeangehörigen verprügelt. Er ertrug dies und andere Repressalien wie die Tilgung seines Namens aus Schulbüchern und die Rückbenennung des nach ihm benannten Stadions in Houšťka mit Gleichgültigkeit und fand sich mit der gegebenen Situation ab; er verdiente relativ gut, lebte unbehelligt in seinem Haus und hatte Freunde, die zu ihm hielten. Während dieser Zeit muss bei Zátopek eine gewisse Art von Läuterung eingetreten sein, die gestützt wird durch seine Aussage: „Ich war bereit, an den Rand des Abgrundes zu gehen, aber nicht hineinzuspringen!“

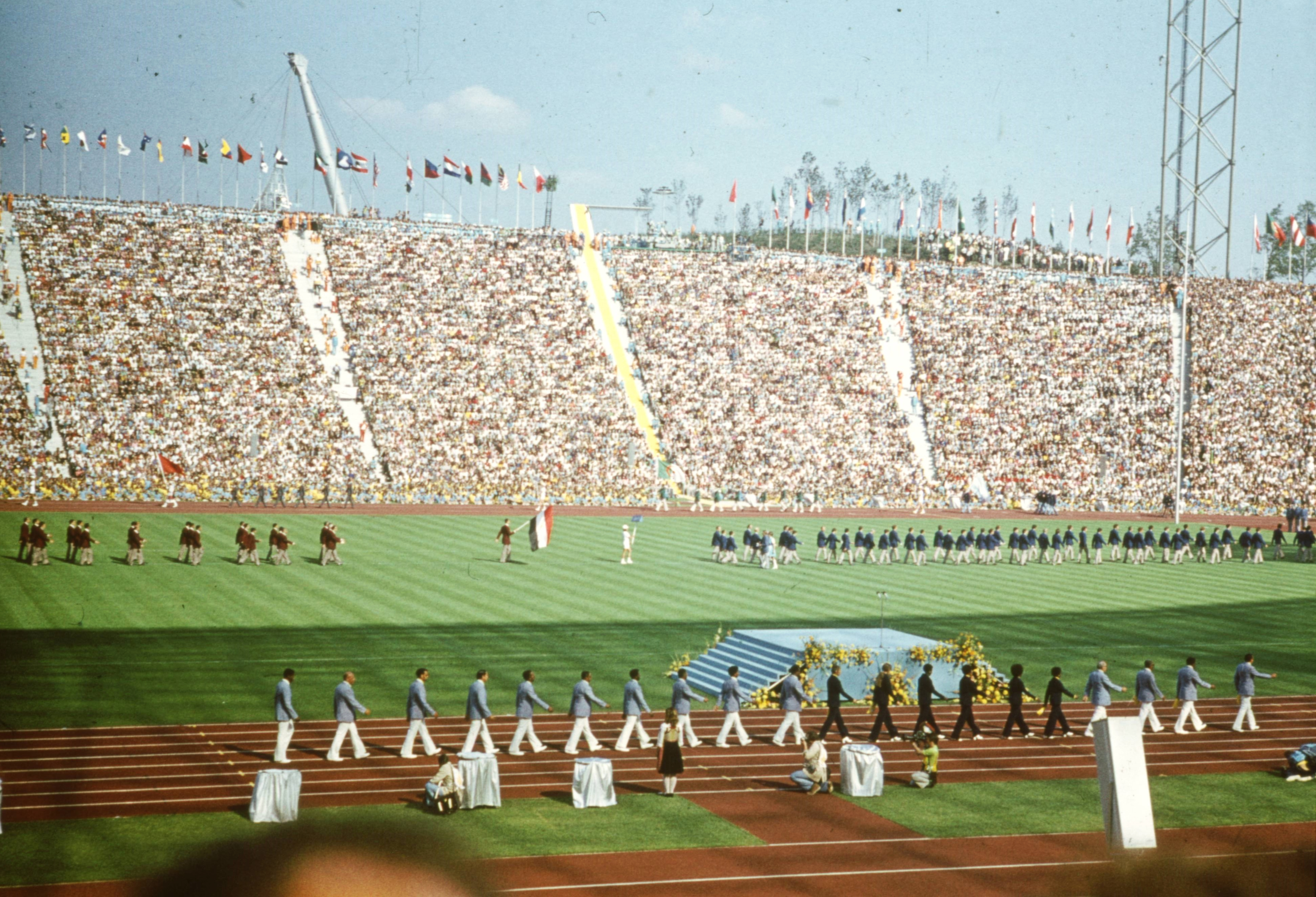
Eröffnungsfeier der Olympischen Sommerspiele 1972 in München

Zátopek wurde 1972 als Ehrengast zu den Olympischen Spielen in die Bundesrepublik geladen, was die tschechoslowakische Staatsführung unter Druck setzte. Zum einen war dem westlichen Ausland schwer zu vermitteln, warum ein ehemaliger Spitzensportler des Landes gleich einem Strafarbeiter behandelt wurde. Zum anderen war man sich der herausragenden sportlichen Verdienste Zátopeks und ihres propagandistischen Nutzens bewusst. Dagegen trat die Befürchtung, Zátopek könne die Reise zur Flucht nutzen. Die Annahme der Einladung wurde Zátopek schließlich unter der Bedingung gewährt, dass seine Frau als Faustpfand in Prag zurückbleiben müsse. Zátopek akzeptierte dies und reiste im Sommer 1972 in die bayerische Landeshauptstadt München. Dort traf er auf zahlreiche ehemalige und aktive Sportler, Weggefährten und Politiker wie den amtierenden Bundeskanzler Willy Brandt. Auf politische Aussagen verzichtete er. Gegenüber engeren Freunden gab er jedoch zu, sich während dieser Tage wieder als Mensch behandelt zu wissen. Überschattet wurden die Spiele durch die Geiselnahme von München, die Zátopek als Verfechter des olympischen Gedankens zutiefst schockierte. Am Abreisetag erwarteten ihn hunderte von Autogrammjägern am Münchner Flughafen.

### Neuanfang

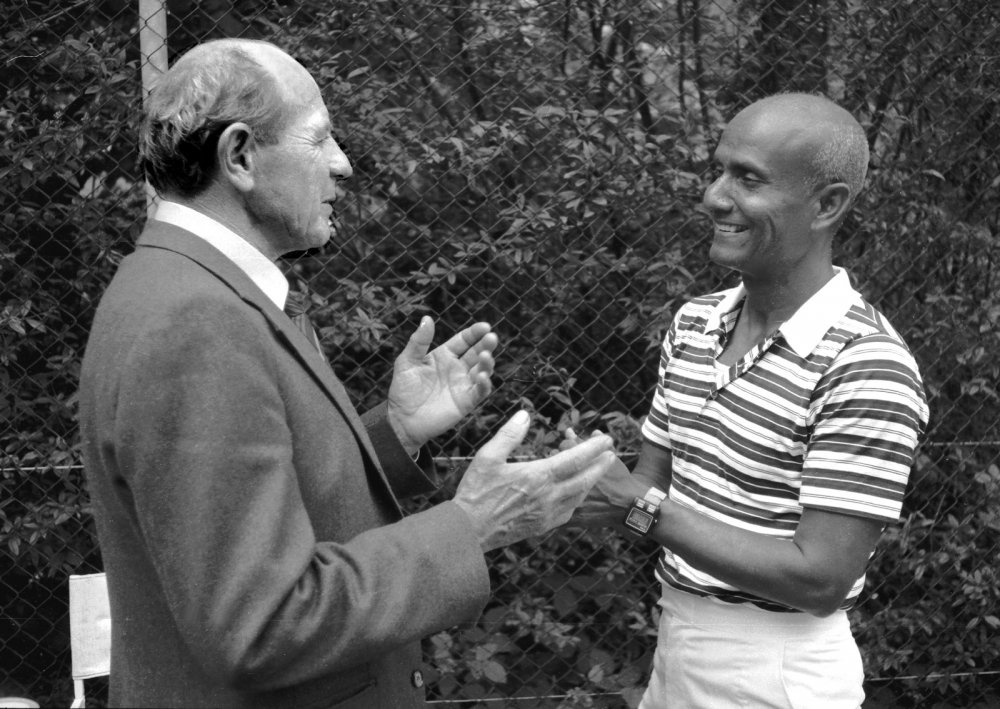
Sri Chinmoy und Zátopek (Aufnahme von 1980) trafen erstmals im Rahmen des New-York-Marathons 1977 aufeinander. Mit dem von Chinmoy respektvoll Grand Marshal Genannten entstand eine tiefe freundschaftliche Bindung, die der Musiker in zahlreichen Liedern über Zátopek würdigte.

Im Sommer 1973 begann sich das Verhältnis zwischen Staatsführung und Zátopek langsam zu normalisieren, insbesondere da er bereits zwei Jahre zuvor seine Unterschrift unter dem Manifest der 2000 Worte öffentlich widerrufen hatte. Diese Gegenerklärung und weitere staatstreue Deklarationen stießen auf Seiten der Dissidentenbewegung auf Unverständnis. Im Oktober 1973 durfte Zátopek zu den Trauerfeierlichkeiten seines Idols Paavo Nurmi nach Helsinki reisen. Etwa zur gleichen Zeit wurden die Restriktionen gegen ihn im Zuge der tschechoslowakischen Normalisierung schrittweise aufgehoben, da angenommen wurde, von Zátopek gehe keine Gefahr mehr für Staat und Partei aus. Er erhielt 1974 eine Anstellung im Sport-Dokumentationszentrum in Prag und durfte wieder regelmäßig Freunde und Bekannte im Ausland besuchen. Sein kleines Büro befand sich in einem Nebentrakt unter dem Strahov-Stadion. Dort war er mit der Sichtung und Auswertung ausländischer Sportpublikationen betraut. Zátopek bezeichnete die Arbeit als anspruchslos und bescheiden und sah sich in der Rolle eines „Sportspions“. Sein neues Betätigungsfeld, das er bis zu seinem Renteneintritt 1982 ausübte, wurde international überwiegend positiv wahrgenommen.
Zátopek erhielt 1975 in Paris den „Fair-Play-Preis“ der UNESCO und 1977 das „Diplom erster Klasse“ vom Präsidenten des nationalen Verbandes für Leibesübungen. Im gleichen Jahr war er Ehrengast beim New-York-City-Marathon und hatte einen Auftritt bei der Filmserie M*A*S*H, wo Zátopek sich in der Episode The M*A*S*H Olympics selbst spielte. An der ab 1977 aufkommenden Liberalisierungsbewegung des Landes unter dem Begriff Charta 77 beteiligte sich Zátopek, durch seine Erfahrungen von 1968 geprägt, nicht. In den Folgejahren war er Gast bei zahlreichen Sportveranstaltungen, unter anderem 1980 in der Schweiz und in Japan und 1981 als Startgeber zum Frankfurt-Marathon. Im Jahr 1983 war er bei den Leichtathletik-Weltmeisterschaften in Helsinki zugegen und besuchte anschließend ein nach ihm benanntes Straßenrennen in Melbourne. Die Einladung des IOC zu den Olympischen Spielen 1984 in Los Angeles lehnte er im Zuge des Boykotts durch die Warschauer-Pakt-Staaten ab. Der schon seit einigen Jahren an Herz-Kreislauf-Problemen leidende Zátopek erlitt 1986 einen Herzanfall, der unter anderem auf seine ungesunde Lebensweise in den Jahren als Wanderarbeiter und auf übermäßigen Alkoholkonsum zurückzuführen war. Im Jahr 1987 war er abermals Startgeber, diesmal für einen Volkslauf im Londoner Hyde Park. Im Jahr darauf hatte er großen Anteil daran, dass der erste Freundschaftslauf zwischen den Partnerstädten Wuppertal und Košice durchgeführt wurde.

## Wendezeiten

### Rehabilitation

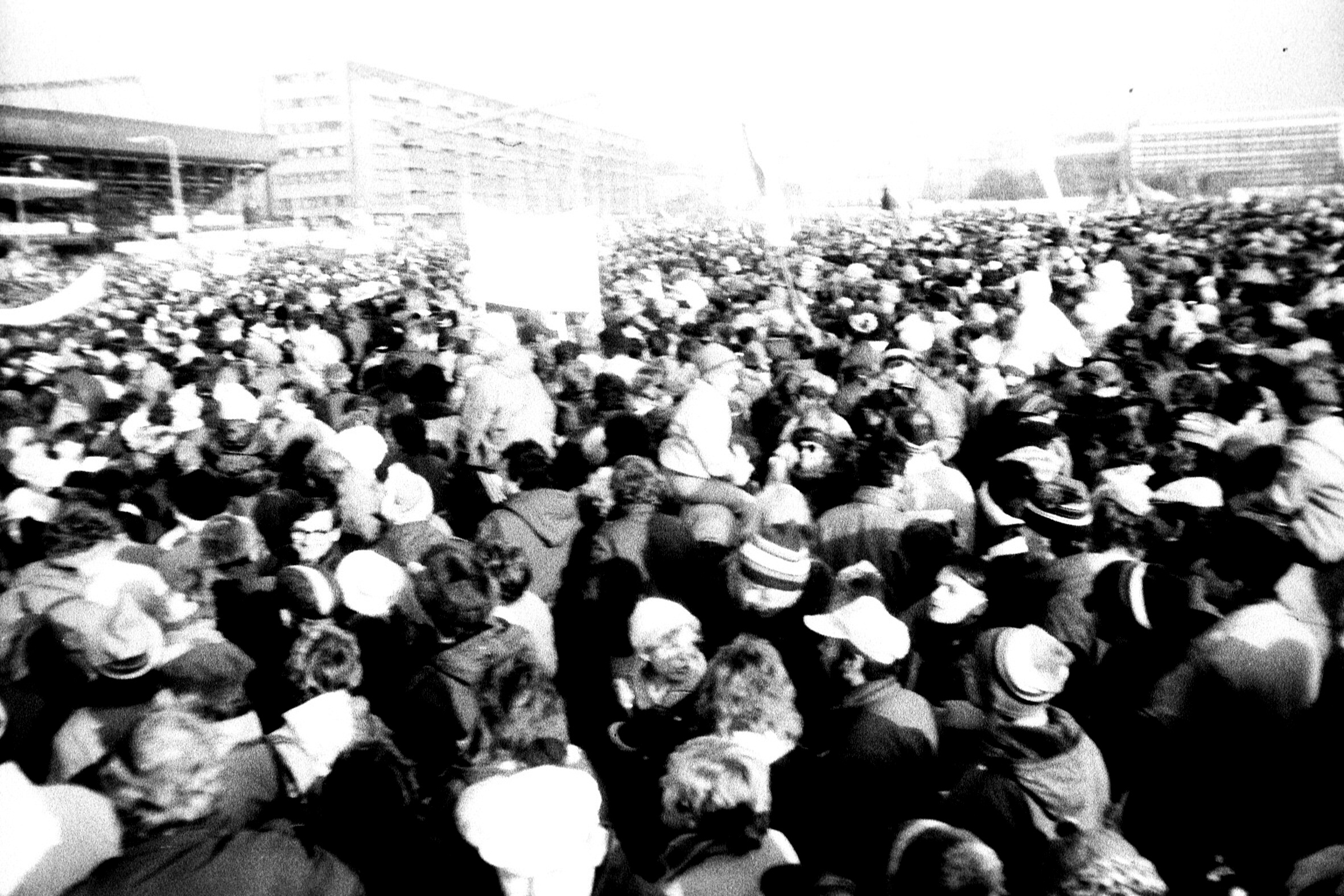
Demonstrierende Menschenmenge auf der Letná-Ebene vor Prag im November 1989

Mit dem sowjetischen Politikwechsel unter Michail Gorbatschow hin zu Perestroika und Glasnost sowie dem Verzicht auf eine sowjetische Vormachtstellung in Ostmitteleuropa kam es ab Herbst 1988/89 zunächst in Polen, später in Ungarn, Bulgarien und der DDR zu weitreichenden Reform- und Demokratiebewegungen, die im Zerfall der jeweiligen Regime und in einer Systemtransformation endeten. In der Tschechoslowakei geschah dies ab Oktober 1989 unter dem Begriff der Samtenen Revolution. Zátopek, von den Erfahrungen ab 1968 belastet, reagierte auf die politischen Umwälzungen in seinem Land zurückhaltend. Am 17. November 1989 war es in Prag zu ersten Unruhen gekommen, als eine Studentendemonstration von Polizisten niedergeprügelt wurde. Proteste, Streiks und Massendemostationen mit mehreren 100.000 Teilnehmern folgten. Am 30. November trat die Staatsführung zurück. Václav Havel, der spätere erste Präsident der Tschechischen Republik, verkündete daraufhin alsbaldige freie Wahlen. Am 1. Dezember 1989 versammelten sich über eine Million Menschen auf der Letná-Ebene vor Prag, darunter die Zátopeks, die bis dato die Geschehnisse nur im Fernsehen verfolgt hatten. Nach Havels Regierungsantritt im Dezember 1989 folgte eine weitreichende Amnestieerklärung für politisch Verfolgte; Zátopek wurde am 11. März 1990 offiziell rehabilitiert. Der neue Verteidigungsminister Miroslav Vašek entschuldigte sich darüber hinaus öffentlich für Zátopeks Entlassung aus dem Armeedienst.
Mit der Demokratisierung und Öffnung der Tschechischen und Slowakischen Föderativen Republik zum Westen hin stieg Zátopeks Popularität und damit das mediale Interesse sprunghaft an. Er führte unzählige Interviews und Gespräche mit westlichen Journalisten und ehemaligen Weggefährten und Freunden. Zátopek nutzte in der Folgezeit die neue Reisefreiheit, besuchte Freunde in Argentinien und den Vereinigten Staaten und war Gast bei den Olympischen Spielen 1992 im spanischen Barcelona.

### Letzte Lebensjahre

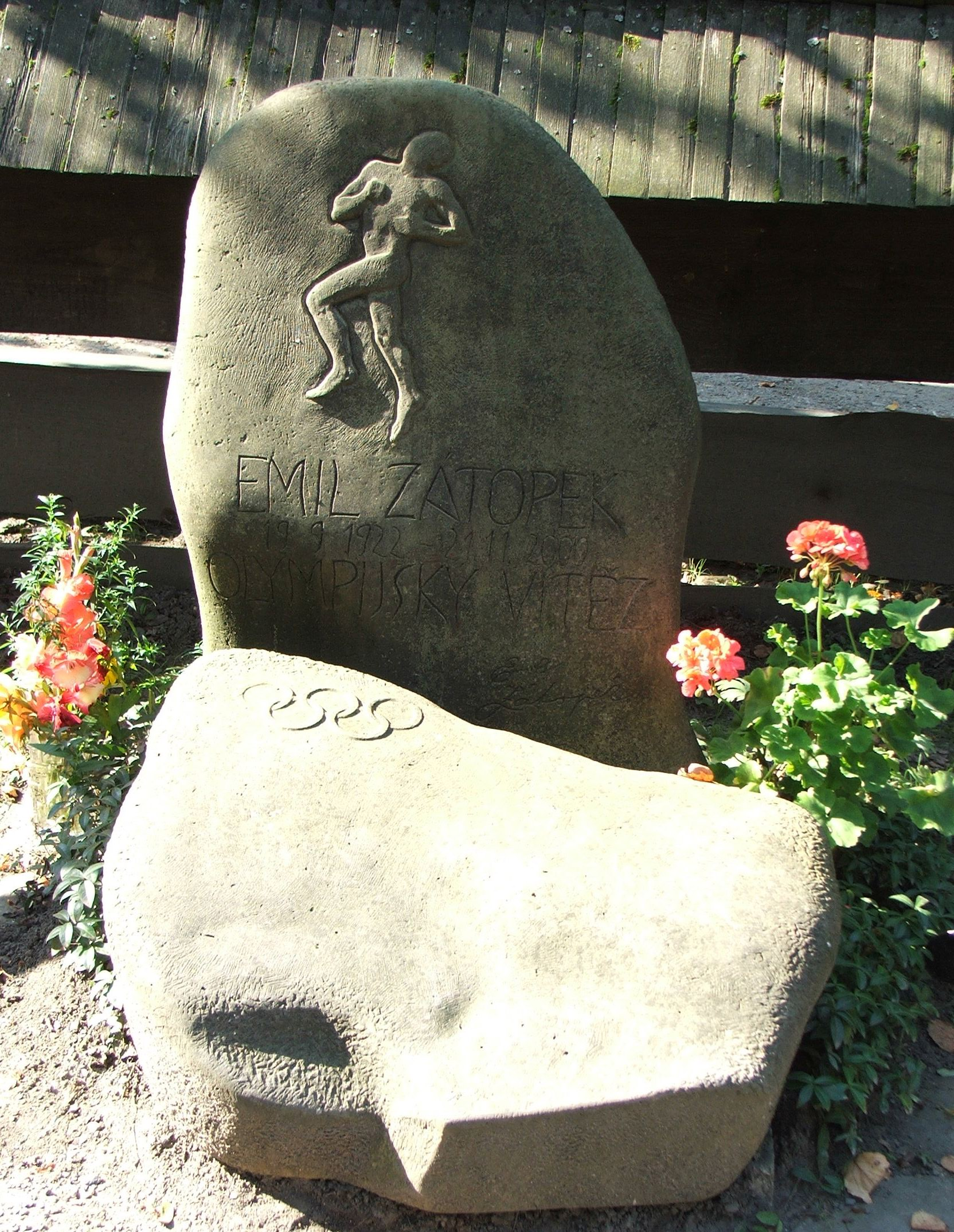
Emil Zátopeks Grab in Rožnov pod Radhoštěm

Zátopek war 1994 Gast bei den Leichtathletik-Europameisterschaften in Helsinki. Während einer Griechenlandreise erlitt er 1995 am Athener Flughafen einen leichten Schlaganfall, von dem er sich jedoch rasch erholen konnte. In der Folge wurde Zátopek, der mittlerweile stark übergewichtig war, zunehmend depressiv, was durch den Verlust eines Großteils seiner Geschwister und enger Freunde verstärkt wurde. Hierzu zählten beispielsweise Gordon Pirie († 1991), Gaston Reiff († 1992) und Reinaldo Gorno († 1994). Im Juni 1995 war Zátopek Gaststarter des Prag-Marathons gewesen. Wenig später hatte er einen Cameo-Auftritt in einem Werbespot für seinen langjährigen Sponsor Adidas, der ihn in seiner aktiven Zeit mit Schuhen und Kleidung ausgerüstet hatte. Im September des Jahres reiste er zum ISTAF Berlin, wo ihn der Filmemacher Hagen Boßdorf begleitete und hierüber einen Dokumentarfilm drehte. Ab 1996 verschlechterte sich Zátopeks Gesundheitszustand weiter. Gehen fiel ihm zunehmend schwerer, er war zeitweise auf einen Gehstock angewiesen. Hinzu trat ab 1997 Altersdemenz ein. Im selben Jahr wurde er in Tschechien zum „Athleten des Jahrhunderts“ gewählt. Präsident Havel verlieh ihm 1998 die goldene Verdienstmedaille, wohingegen in anderen Quellen vom Orden des Weißen Löwen die Rede ist. In diesem Jahr erlitt Zátopek einen zweiten Schlaganfall, der zum vorübergehenden Sprachverlust führte. Im Jahr 1999 gab er einem britischen Zeitungsreporter ein letztes Interview.

### Tod und Beisetzung
Nach einer schweren Lungenentzündung und weiteren Schlaganfällen wurde Zátopek im Spätsommer 2000 in das Zentrale Militärkrankenhaus in Prag verbracht, wo er an den Folgen seines letzten Schlaganfalls am 21. November 2000 starb. Zátopeks Tod sorgte national wie international für bestürzte Reaktionen in den Medien. Die Trauerfeier mit 800 Gästen aus aller Welt und hochrangigen Vertretern wie Ministerpräsident Miloš Zeman fand am 6. Dezember 2000 im Prager Nationaltheater statt. Das von Havel vorgeschlagene Staatsbegräbnis wurde auf Bitte der Witwe schlicht gehalten. Nach den Trauerfeierlichkeiten wurde der mit der Staatsflagge bedeckte und von den höchsten Sportlern des Landes getragene Sarg zur Einäscherung in ein Krematorium überführt. Noch am gleichen Tag wurde Zátopek vom IOC posthum die Pierre-de-Coubertin-Medaille für außergewöhnliches sportliches Verhalten und von der IAAF der Goldene Verdienstorden verliehen. Seine Urne wurde auf dem Ehrenfriedhof „Valašský Slavín“ (Walachisches Freilichtmuseum) an der St.-Anna-Kirche in Rožnov pod Radhoštěm beigesetzt. Es wurde zunächst nur eine Hälfte der Asche beigesetzt. Die andere Hälfte wurde seiner Ehefrau Dana übergeben.

## Nachhall

### Würdigungen
Zwei Jahre nach seinem Tod wurde in Prag ein Denkmal für Zátopek eingeweiht. Zwei weitere Statuen von ihm befinden sich am Stadion in Zlín sowie auf dem Gelände des Olympischen Museums in Lausanne. Der im November 1989 entdeckte Asteroid (5910) Zátopek wurde 1996 nach ihm benannt. Im Dezember 2006 benannte die tschechische Staatsbahn einen Schnellzug nach ihm, 2016 Škoda Transportation die Lokomotive Škoda 109E. Jean Echenoz veröffentlichte 2011 unter dem Titel Laufen (Originaltitel: Courir) eine Romanbiographie über Zátopek. Dieser gehörte 2012 als einer von zwölf Leichtathleten der Erstauswahl der neu geschaffenen IAAF Hall of Fame an. Im Februar 2013 wählten ihn die Journalisten des Magazins Runner’s World zum größten Läufer aller Zeiten („Greatest Runner of All Time“). Ferner sind mehrere Schulen nach ihm benannt worden, etwa die Grundschule in Kopřivnice sowie Schulen in Zlín und Třinec. Bei den Olympischen Spielen 2016 trug jeder tschechische Athlet zum Gedenken an Zátopek ihm nachempfundene Läufer-Strichmännchen auf dem Sportdress. Zu seinen Ehren stellte der Aktionskünstler David Černý im Zusammenhang der Spiele Plastiknachbildungen der Beine Zátopeks in Prag, Rio und in anderen Städten weltweit aus.

### Verhältnis zum Staatssicherheitsdienst
Nach der Auflösung der bisherigen tschechoslowakischen Sicherheitsbehörden in der Systemtransformation ab 1990 wurden die Aktenbestände des ehemaligen Staatssicherheitsdienstes (StB) der Öffentlichkeit zugänglich gemacht; ab 1998 wurden Vorwürfe öffentlich diskutiert, Zátopek habe möglicherweise als Spitzel gearbeitet.
In den vorhandenen Unterlagen wird Zátopek unter den Decknamen „Atlet“ und „Macek“ geführt, wobei handschriftliche Aufzeichnungen von ihm fehlen. Zu einer etwaigen Tätigkeit als Informant hat sich Zátopek nie öffentlich geäußert. Thesen über eine genaue Betätigung sind daher spekulativ. Womöglich hat Zátopek als Armeeangehöriger während seiner zahlreichen Auslandsreisen Niederschriften für das StB verfasst, von denen jedoch keine erhalten ist. Möglich ist ferner, dass seine namentlichen Erwähnungen auf Observationsberichten von StB-Mitarbeitern beruhen oder Zátopek – in welcher Form auch immer – zur Kooperation gezwungen worden ist. Die einzige Zátopek klar belastende Aussage stammt vom ehemaligen StB-Spitzenagenten Josef Frolík (1928–1989), der ihn in seinen 1976 erschienenen Memoiren Frolik Defection bezichtigte, für das StB tätig gewesen und als gezielter Agent provocateur beim Prager Frühling eingesetzt worden zu sein. Die Beschuldigungen sind jedoch schwer vereinbar mit den einschneidenden Repressionen gegen Zátopek ab 1969, was die Glaubwürdigkeit Frolíks zweifelhaft erscheinen lässt. Sollte es eine Verwicklung Zátopeks in den Staatssicherheitsdienst gegeben haben, lässt sie sich nach dem heutigen Erkenntnisstand nicht klären.

### Verhältnis zur Staatspartei
Zátopek war ab Dezember 1953 Mitglied der Kommunistischen Partei der Tschechoslowakei (KSČ), mit deren Zielen er sich jedoch nur teilweise identifizieren konnte. Nach seinen späteren Eigenaussagen war er nur Parteimitglied geworden, weil er als Offizier und Angehöriger der Armee dazu gezwungen war. Wohl aus diesem Grunde wurde ihm bereits Anfang der 1950er Jahre mangelndes politisches Bewusstsein bescheinigt, weswegen er an eine Politschule delegiert wurde. Seine politischen Aktivitäten beschränkten sich auf das Notwendigste, bisweilen ließ er sich jedoch als „Vorzeigeathlet“ bei seinen Auslandsreisen für politische Reden einspannen. Es kam nicht selten vor, dass Zátopek leere Papierblätter abzeichnen musste, die erst nach seiner Unterschrift mit propagandistischen Phrasen gefüllt wurden. Dennoch wurde Zátopek von der KSČ auch gefördert und dirigiert. Ansonsten hat er nicht mit Kritik an der Partei und damit an der Staatsführung gespart, auch wenn diese bis 1968 eher verhalten vorgetragen werden musste. Eine erste härtere Konfrontation mit der Partei- und Staatsführung hatte es im Vorfeld der Olympischen Spiele 1952 in der Affäre „Jungwirth“ gegeben, in der sich Zátopek aufgrund seiner Popularität mit seiner Forderung auf dessen Teilnahme letztlich durchsetzen konnte. In den weiteren Jahren verhielt er sich bei etwaigen Interviews, die auf eine politische Ebene abdrifteten, diplomatisch zurückhaltend oder beendete diese, da er sonst mit Inhaftierung rechnen müsse. Überliefert ist in diesem Kontext seine Aussage: „I’ll stop talking now, else they’ll lock me up!“ (dt. „Ich höre jetzt auf zu reden, sonst sperren sie mich weg!“). Nach den Ereignissen des Prager Frühlings 1968 wurde Zátopek aus der Partei ausgeschlossen.

### Verhältnis zum Fall Milada Horáková
| Zátopeks offener Brief aus Rudé právo | Zátopeks offener Brief aus Rudé právo |
| --- | --- |
| Original | Übersetzung |
| Rozsudek vynesl všechen československý lid Slova pana presidenta, která pronesl na I. sjezdu ČSM, když citoval starou revoluční píseň »Nechť zhyne starý, podlý svět, my nový život chcem na zemi!«, jsou pro nás vlastně myšlenky, které nás vedou vpřed. Vždyť my již nový život budujeme. A přece se našly zrůdy, které chtěly zničit naši výstavbu a cestu k socialismu. Počinání všech špionů a zrádců je hanebné a stejně tak pošetilé, protože náš lid, který si vybojoval lepší podmínky pro život, se jich nikdy nevzdá a dějinný vývoj se také již nikdy nevrátí do starých dob. Lidé se přesvědčili o štěstí socialismu, o shodě a spolupráci a nedají si nikdy svá práva vyrvat z rukou. Diversanti se odsoudili sami svými činy – rozvratnictvím a přípravou války proti vlastnímu národu. Rozsudek je výstrahou pro všechny, kteří by u nás v Československé republice hledali působiště pro své hanebné cíle. Všichni naši pracující budují společně svůj lepší život a každý, kdo by chtěl narušit naši společnou práci, skončí tam, kde skončila banda špionů a diversantů. Rozsudek vynesl všechen československý lid. Jako příslušník československé armády vidím, že rozsudek – toť přikaz, který vyplývá z poctivé práce všech našich délníků pro nás vojáky, aby pokojný život byl zachován. Kpt. Emil Zátopek | Das Urteil wurde vom ganzen tschechoslowakischen Volk gesprochen Die Worte unseres Präsidenten, die er auf dem I. Kongress des ČSM vorbrachte, als er das alte Revolutionslied „Die alte, niederträchtige Welt möge zugrunde gehen, wir wollen ein neues Leben auf der Erde!“ zitierte, sind auch unsere eigenen Gedanken, die uns vorwärts führen. Denn wir bauen ja bereits an einem neuen Leben. Und dennoch fanden sich Ungeheuer, die unseren Aufbau und den Weg zum Sozialismus zerstören wollten. Das Verhalten dieser Spione und Verräter ist sowohl schändlich als auch töricht, denn unser Volk, das für bessere Lebensbedingungen gekämpft hat, wird seine historische Entwicklung niemals aufgeben und wird niemals in die alten Zeiten zurückkehren. Die Menschen sind von den Vorteilen des Sozialismus, der Harmonie und der Zusammenarbeit überzeugt und werden ihnen nicht erlauben, ihre Rechte von ihnen zu nehmen. Die Subversiven haben sich durch ihre Handlungen selbst verurteilt – durch ihre Zersetzungstätigkeit und durch ihre Vorbereitung eines Krieges gegen die eigene Nation. Das Urteil ist eine Warnung an all jene, die in der Tschechoslowakischen Republik ein Betätigungsfeld für ihre verruchten Ziele suchen. All unsere Werktätigen bauen gemeinsam an einem besseren Leben und jeder, der unsere gemeinsame Arbeit stören möchte, endet dort, wo diese Bande der Spione und Diversanten endete. Das Urteil wurde vom ganzen tschechoslowakischen Volk gesprochen. Als Angehöriger der tschechoslowakischen Armee erkenne ich – dass das friedliche Zusammenleben, welches sich aus der harten Tätigkeit all unserer Arbeiter und Soldaten ergibt, durch dieses Urteil bewahrt wurde. Hauptmann Emil Zátopek |

Die persönliche Rolle Zátopeks im Fall der am 27. Juni 1950 hingerichteten tschechoslowakischen Regimegegnerin Milada Horáková ist bis heute Gegenstand von Kontroversen. Das nach ihrer Verhaftung angestrengte Gerichtsverfahren geriet zu einem bis dato im Land einmaligen Schauprozess, initiiert und bis ins Detail gesteuert von der KSČ. Die Verhandlung wurde über alle Medien landesweit übertragen; selbst in Schulen, Universitäten, am Arbeitsplatz, in eigens einberufenen Sitzungen oder über Straßenlautsprecher. Nicht selten kam dabei vor, dass die dort gerade Anwesenden genötigt wurden, vorbereitete Petitionen zu unterschreiben, welche die Schuld und den Verrat Horákovás an der sozialistischen Sache erklärten. Später wurden diese Agitationen auf Intellektuelle und Kulturschaffende, aber auch Sportler ausgedehnt, um die Verurteilung als vom gesamten Volk getragen inszenieren zu können. In diesem Zusammenhang erschien zwei Tage nach Horákovás Verurteilung zum Tode am 8. Juni 1950 ein von Emil Zátopek unterzeichneter Brief in der Parteizeitung Rudé právo („Rotes Recht“), der Horákovás Verhalten missbilligte und sie als Spionin und Verräterin des Sozialismus brandmarkte. Die „subversiven Elemente“, neben Horáková gab es weitere Angeklagte, seien ihrer gerechten Strafe zuzuführen.
Zátopek musste sich in späteren Jahren den Vorwurf gefallen lassen, sich vom System vor den Karren gespannt haben zu lassen. Kernpunkt der bis heute andauernden Debatte ist die Frage, ob er für diese propagandistischen Aussagen verantwortlich zu machen ist. Fraglich ist, ob er die Aussagen überhaupt verfasst hat; Zátopek hat sich dazu nicht geäußert. Seine Witwe ging später davon aus, dass er keine Kenntnis des Briefes gehabt habe. Gegen seine Autorschaft spricht der propagandistisch gehaltene Ausdruck, der untypisch für ihn gewesen sei, so die spätere Einschätzung seiner Witwe. Sollte er Kenntnis gehabt haben, könnte ihm ein fertiger Text zur Unterzeichnung vorgesetzt worden sein. Falls er den Text selbst geschrieben haben sollte, war ihm die Tragweite seiner Äußerung vielleicht nicht bewusst. Fest steht, dass diejenigen, die sich der propagandistischen Vereinnahmung verweigerten, Gefahr liefen, selbst als Verräter gestempelt zu werden, und im schlimmsten Fall mit Gefängnis oder Zwangsarbeit zu rechnen hatten. Ob solcher Druck auf Zátopek ausgeübt wurde, ist nicht bekannt. Womöglich hatte er Sorge um seine sportliche Existenz, die im Jahr 1950 noch längst nicht so gefestigt war wie in der Jungwirth-Affäre im Jahr 1952, möglich sind auch Zwänge seines militärischen Arbeitgebers.

### Persönlichkeit und Wirkung
Zátopek galt als einer der größten Sportler seiner Zeit. Insbesondere seinen Dreifach-Triumph im 5000-, 10.000-Meter- und Marathonlauf von 1952 konnte bis heute kein Athlet wieder erreichen. Er bestach jedoch nicht nur durch seine sportlichen Leistungen und beispiellosen Erfolge, sondern vielmehr auch durch seinen fröhlichen, teils witzigen, gutmütigen und lebensbejahenden Charme. Propagandisten vermarkteten ihn als leuchtendes Beispiel des „sozialistischen Menschen“ und „Staatssportlers“. Zátopek wurde aber auch im Westen geliebt. Durch seine Bescheidenheit und Menschlichkeit begeisterte er wie kein anderer Läufer vor oder nach ihm Kontrahenten und Zuschauer gleichermaßen – sowohl auf als auch neben der Strecke.
Zátopeks Persönlichkeit prägte nicht nur die Leichtathletik der gesamten Nachkriegszeit; er war zugleich lebenslanger Verfechter des friedlichen Miteinanders und Sportidol einer ganzen Generation. Die im Kalten Krieg propagierte Trennung der Menschen nach Zugehörigkeit zum West- oder Ostblock lehnte er sowohl sportlich als auch menschlich kategorisch ab, auch wenn er zahlreiche Einladungen aus dem westlichen Ausland, etwa in die Vereinigten Staaten oder nach Italien, aufgrund staatlicher Weisungen ablehnen musste. Eine Lockerung dieser Bestimmungen trat erst nach dem Tod von Staatspräsident Klement Gottwald im Jahr 1953 ein, in dessen Folge Zátopek auch in der westlichen Hemisphäre wie in Brasilien starten durfte. Bei seinen zahlreichen nationalen und internationalen Auftritten unterschied er auch nicht nach Ideologie oder Klasse. In seinen Gegnern sah er ausschließlich Athleten, die sich – dem olympischen Geiste folgend – im fairen Wettkampf miteinander maßen. Dieser Maxime folgend, hielt er sich nicht an aufgezwungene Doktrinen. So stellte er beispielsweise während der Olympischen Spiele 1952 in Helsinki, bei denen das olympische Dorf strikt in kommunistische (Otaniemi) und nichtkommunistische Lager (Käpylä) getrennt worden war, gegen jede Regel sein Bett dem australischen Läufer Percy Cerutty zur Verfügung und trainierte mit westlichen Athleten zusammen. Seinem britischen Gegner Pirie lieh er sogar seine Socken. Darüber hinaus behandelte er jeden seiner Rivalen mit Respekt; mit vielen pflegte er enge langjährige Freundschaften. Es war für Zátopek auch nicht ungewöhnlich, soeben errungene Preise nach dem Wettkampf im Freundeskreis zu verschenken; 1966 überreichte er Ron Clarke eine seiner drei olympischen Goldmedaillen von 1952 zu dessen Abschied am Prager Flughafen.
Zátopek scheute sich auch nicht, jedem, der es wissen wollte, seine Trainingsmethoden preiszugeben. Es kam mitunter auch vor, dass er während eines Rennens gegenüber seinen Konkurrenten Worte der Ermutigung fand oder ihnen anbot, für eine gewisse Zeit den Tempomacher zu geben. Er tat dies aus einem Sportsgeist, wie er im heutigen Spitzensport kaum noch denkbar erscheint, gepaart mit außerordentlichem sportlichem Ehrgeiz und einer Opferbereitschaft, die ihm ermöglichte, noch die letzte Kraftreserve im Lauf zu aktivieren. Diese Haltung hinterließ – genauso wie sein Mut während der Geschehnisse des Prager Frühlings – bei engen Wegbegleitern tiefen Eindruck und prägte das bis heute verbreitete Bild Zátopeks als des größten Läufers aller Zeiten.
Insbesondere in seinem Heimatland entstand um Zátopek ein regelrechter Kult, der jedoch mit seiner Verbannung im Jahr 1969 abrupt endete. Bis zum Ende des sozialistischen Regimes 1989 verschwand er weitgehend aus der Öffentlichkeit und verlor durch einige – vermutlich unter Druck entstandene – regimetreue Äußerungen die Achtung vieler Dissidenten. Erst mit seinem Tod im Jahr 2000 rückte er wieder in das öffentliche Bewusstsein zurück. Sein Bruder stellte damals fest, Zátopek sei bei seinen Reisen in aller Welt willkommen geheißen worden, in seinem Heimatland aber Außenseiter geblieben. Sein Gedenken erlebte erst im Jahr 2016 mit der Veröffentlichung diverser Biografien, der Autobiografie seiner Witwe und eines Dokumentarfilms eine Renaissance. Der Biograf Richard Askwith urteilte, die Tschechen hätten ihren größten Sportler aller Zeiten wiederentdeckt und vereinnahmt.

## Der Läufer

### Trainingsart
Im Gegensatz zu Rudolf Harbig, der in den späten 1930er Jahren als „Wunderläufer“ weltbekannt geworden war, verkörperte Zátopek den Typ eines „Kampfläufers“, was ihm die respektvolle Bezeichnung „die Lokomotive aus Prag“ einbrachte. Er zeigte, dass man nicht zwangsläufig als Läufer geboren sein muss, sondern durch Training und Willen Großes erreichen kann. Er trainierte überwiegend allein und ohne größere Ruhepausen. Sein wöchentliches Trainingspensum lag im Durchschnitt bei etwa 265 Kilometern. Die Trainingseinheiten absolvierte er weitgehend nach dem Armeedienst und bei jeder sich sonst bietenden Gelegenheit, wofür er praktisch seine gesamte Freizeit opferte. In den Wintermonaten lief er, mit der Taschenlampe in der Hand und mitunter in Militärschnürstiefeln, vorwiegend auf Landstraßen – oder bei zu hoher Schneelage auf der Stelle in der heimischen Badewanne. Im Frühling und Sommer trainierte er auf unbefestigten Wald- und Wiesenwegen und auf der Aschenbahn.
Hinsichtlich seiner Trainingsart war Zátopek zu Beginn seiner Läuferkarriere unentschlossen. Er studierte zunächst das schwedische Intervallprinzip mit dessen gemächlichen Pausen und verglich es mit vom Gösta Olander entwickelten Fahrtspiel. Auch das „Gerschler-System“ nach Stoppuhr mit relativ langsamen Belastungsphasen erregte sein Interesse. Am Ende verwarf er alle Vorgaben und entwickelte sein eigenes Trainingssystem – orientiert am Intervalltraining, in dem sich Belastungsphasen mit Trabpausen abwechselten.
Anfänglich lief er hauptsächlich 100- beziehungsweise 200-Meter-Intervalle, stieg jedoch schon bald auf 400-Meter-Intervalle um. Gewöhnlich startete er in die Laufsaison mit für ihn verhaltenen Intervallen von 10 × 100, 10 × 200 oder 6 × 400 Metern mit 200-Meter-Trabpause, um seine aktuelle Belastungsgrenze zu ermitteln. Danach folgte eine sukzessive Erhöhung der Intervallanzahlen auf 40 und mehr. In Olympiajahren steigerten sich die Intervalleinheiten auf außerordentliche Wiederholungszahlen von 70, 80 oder gar 100 × 400 Meter, wodurch das bisher betriebene Intervalltraining revolutioniert wurde. Nachteil dieser extremen Trainingsmethode war der hohe körperliche Verschleiß, der bei Zátopek des Öfteren zu Gelenkschmerzen und Muskelrissen führte. Die Intervallzeiten richteten sich nach der angestrebten Zielzeit. Wollte Zátopek beispielsweise über die 5000-Meter-Distanz eine Zeit von 14:10 min laufen, so rechnete er diese auf 200 oder 400-Meter-Intervalle, mithin also 34 beziehungsweise 68 s, um. Bei reinem Schnelligkeitstraining orientierte er sich an diesen Zeiten mit weniger Wiederholungen. Sollte dagegen mehr für die Ausdauer trainiert werden, so lagen die Zeiten über den ermittelten Durchschnittswerten, allerdings mit häufigeren Wiederholungen. Bisweilen praktizierte er skurril anmutende Übungen, beispielsweise Dauerläufe mit seiner Frau im Huckepack oder unter Luftanhalten bis zur Ohnmachtsgrenze. Diese Art von Training erlaubte ihm, im Wettkampf seine Gegner durch eine Vielzahl von Zwischenspurts zu zermürben und dabei Kraftreserven für den Endspurt zu bewahren. Auch stundenlanges Auf-der-Stelle-Treten während des Wachdienstes gehörte zu seiner Trainingspraxis.

### Laufstil und Lauftaktik
Zátopeks Laufstil sorgte, gerade zu Beginn seiner Läuferkarriere, für allgemeine Belustigung. Seine rudernden Arm- und schwerfällig anmutenden Beinbewegungen brachten ihm den Beinamen Octopus ein. Bisweilen wurde ihm anatomische Abnormalität bescheinigt. Anders als beispielsweise der stets elegant wirkende Paavo Nurmi erweckte Zátopek bei seinen Läufen den Eindruck, er stünde kurz vor einem epileptischen Anfall oder am Ende aller Kräfte, was durch seine verkrampft wirkende Muskulatur, pfeifende Atemgeräusche und entgleiste Gesichtsausdrücke – die zu seinem Markenzeichen werden sollten – verstärkt wurde.
Zátopek verstand das Laufen als eine rein natürliche Möglichkeit der Fortbewegung und lehnte jede Form von wissenschaftlichen Lauftheorien ab. Er vertrat die Ansicht, dass die Leistung eines Athleten nicht nach dessen Laufstil beurteilt werden könne; dies stelle lediglich eine oberflächliche Betrachtung dar. Sein unökonomischer Laufstil und seine Erfolge trugen dazu bei, dass für Jahrzehnte über die Physiologie des Trainings (später auch die Biochemie) diskutiert und geforscht wurde und die Laufökonomie, der Stillauf, in den Hintergrund trat.

### Ernährung und Lebensweise
Auf eine individuell abgestimmte Ernährung legte Zátopek keinen Wert. Er aß und trank nach eigenem Belieben und was ihm schmeckte. Bisweilen griff er auf ungewöhnlich anmutende Nahrungsmittel zurück. So aß er mitunter vor Wettkämpfen rohe Zwiebeln und Knoblauch oder trank Bitter- beziehungsweise Gewürzgurkenwasser. Bier betrachtete er als isotonisches Getränk. Zu seiner Lebensweise gehörten ausreichend Schlaf – vor schweren Wettkämpfen bis zu 10 Stunden – und der Verzicht auf Nikotingenuss.

### Psychologie
Über die Psychologie und Laufmotivation Zátopeks ist viel gemutmaßt worden. Er lief in erster Linie aus reiner Freude und zelebrierte dies. Dabei entwickelte er ein Gespür dafür, die eigene Leistungsgrenze zu erkennen und durch ein hohes Maß an Disziplin, Willenskraft und noch härtere Trainingsreize zu überwinden. Auf geringste Anzeichen von Müdigkeit oder Erschöpfung reagierte er mit noch härterem Training. Bisweilen erweckte er hierbei den Eindruck, die Lust am Schmerz – bekannt unter dem Begriff Algolagnie – zu lieben. Seine Sensibilität war dabei so ausgeprägt, dass er im Stande war, vor wichtigen Wettkämpfen angestrebte Zielzeiten bis auf die Zehntelsekunde genau vorher zu berechnen. Insbesondere setzte sich Zátopek nie zu hohe Ziele, sondern hielt diese stets im Rahmen des Machbaren. Nach seinem Erfolgsrezept gefragt, antwortete Zátopek:

„Man nehme: eine große Portion ‚Ich höre nur auf mich selbst‘. Einen großen Löffel ‚Lass die anderen reden, ich laufe einfach‘. Ein Kilo ‚Lass die anderen lachen, ich lache sie aus, wenn ich im Ziel bin‘. Dazu: Ein Pfund Spaß. Ein Pfund Leidenschaft. Und eine große Portion Gelassenheit. Alles kräftig durchmischen. Fertig. Vielleicht noch einen süßen Guss: ‚Einfachheit‘ über alles.“

### Physiologie
Zátopeks Spitzenleistungen waren der Grund dafür, dass sich bereits frühzeitig Ärzte und Mediziner für den aufstrebenden Läufer interessierten. Deren Aufmerksamkeit richtete sich vor allem auf seine körperlichen Eigenheiten, die in der Folge Gegenstand zahlreicher medizinischer Untersuchungen wurden, um die Auswirkungen seines extremen Trainings auf den menschlichen Körper besser verstehen zu können.
Bei einer Körpergröße von 174,3 cm und einem Gewicht von unter 68 kg besaß Zátopek im Verhältnis zu seiner Größe lange Beine und eine ausgeprägte Beinmuskulatur. Der Umfang seines linken Schenkels betrug 52, der des rechten 54,3 cm bei einem Wadenumfang von etwa 38 cm. Seine durchschnittliche Schrittlänge betrug im Mittel 170 cm. Sein Oberkörper wirkte sehnig und hager.
Die erste EKG-Untersuchung Zátopeks erfolgte nach einem 1500-Meter-Lauf im Jahr 1944 und zeigte noch deutlich erhöhte Puls- (120 Schläge/min) und Blutdruckwerte (zwischen 180 und 190 mmHg), während im Jahr darauf nach einem 3000-Meter-Lauf bereits normalisierte Werte (Puls 72, Blutdruck 136/70 mmHg) ermittelt wurden. Eine Untersuchung seines Herzens zeigte eine vergrößerte linke Kammer und rechte Vorkammer, heute bekannt unter dem Begriff Sportlerherz. Der Ruheherzschlag betrug 56 Schläge/min. Im Rahmen eines Kardiogramms wurde 1950 bei Zátopek ein bisher unerkannter Herzmuskelfehler diagnostiziert.
Sein Brustkorbumfang betrug nach dem Ausatmen 88 und nach dem Einatmen 95 cm. Die Lunge wies einen Normalbefund auf, wobei die Atemfrequenz etwa viermal größer war als die Ruhefrequenz. Seine VO2max wurde auf 76,2 ml/min je kg Gewicht geschätzt. Sein Lungenvolumen betrug bei einem Körpergewicht von 68 kg etwa 5,1 Liter, wohingegen untrainierte Menschen nur Werte zwischen drei und vier Litern aufweisen. Damit konnte er 128 Sekunden die Luft anhalten, etwa die vierfache Dauer des allgemeinen Durchschnitts (30 s). Im Übrigen setzte Zátopek auf Naturheilkunde. Muskelverletzungen behandelte er auf natürliche Weise mit Schweinefett oder Margarine, Verzerrungen und dergleichen durch Wärmebehandlungen und Saunabesuche.

## Statistik
Insgesamt bestritt Zátopek 334 Karriererennen, von denen er 261 siegreich beendete. Darin enthalten sind 141 Läufe über die 5000-Meter-Distanz mit 120 Siegen, 62 Wettkampfläufe über die 10.000-Meter mit 54 Siegen sowie 54 Teilnahmen an 3000-Meter-Läufen, von denen er 46 gewann.

### Rekord-, Olympia- und Meisterschaftsergebnisse
In seiner Läuferkarriere von 1942 bis 1957 errang Zátopek zahlreiche Siege und Meisterschaftstitel. Der vierfache Olympiasieger und Silbermedaillengewinner wurde ferner dreifacher Europa- und fünfzehnfacher tschechoslowakischer Meister. Insgesamt errang er 51 Nationalrekorde. Darin enthalten sind seine 18 Weltrekorde. Er brach einmal den Weltrekord über 5000, fünfmal über 10.000, zweimal über 20.000, zweimal über 25.000 und einmal den über 30.000 Meter, zweimal den Stundenlauf, zweimal den 6-Meilen-, einmal den 10-Meilen- sowie zweimal den 15-Meilen-Lauf. Ferner lief er vier olympische und drei Europarekorde und war dreimal Sportler des Jahres.
- Datum:  Datum des Wettbewerbs.
- Ort:  Austragungsort des Wettbewerbs.
- Laufdiziplin:  Distanz des Wettbewerbs.
- Zeit:  Erreichte Zeit im Wettbewerb.
- Platzierung:  Erreichte Platzierung im Wettbewerb.
- Veranstaltung: 
  -  Olympische Spiele
  -  Leichtathletik-Europameisterschaften
  -  Meisterschaften des Protektorats Böhmen und Mähren (1939–1945)
  -  Landesmeisterschaften
  -  Armeemeisterschaften
- Rekord: 
  -  Weltrekord
  -  Olympiarekord
  -  Europarekord
  -  Nationalrekord

| Datum              | Ort         | Laufdiziplin             | Zeit        | Platzierung | Veranstaltung                        | Rekord |
| ------------------ | ----------- | ------------------------ | ----------- | ----------- | ------------------------------------ | ------ |
| 1942               | Prag        | 1500-Meter-Lauf          | 4:13,9 min  | 5.          |                                      |        |
| 23. August 1942    | Prag        | 4-mal-1500-Meter-Staffel | 17:01,6 min | 1.          |                                      |        |
| 1943               | Prag        | 1500-Meter-Lauf          | 4:07,2 min  | 4.          |                                      |        |
| 19. September 1943 | Zlín        | 4-mal-1500-Meter-Staffel | 16:59,4 min | 1.          |                                      |        |
| 1944               | Prag        | 1500-Meter-Lauf          | 4:02,8 min  | 2.          |                                      |        |
| 16. September 1944 | Zlín        | 3000-Meter-Lauf          | 8:34,8 min  | 1.          |                                      |        |
| 23. September 1944 | Zlín        | 5000-Meter-Lauf          | 14:54,9 min | 1.          |                                      |        |
| 1. Oktober 1944    | Prag        | 2000-Meter-Lauf          | 5:33,4 min  | ?           |                                      |        |
| 1945               | ?           | 1500-Meter-Lauf          | 4:05,8 min  | 2.          |                                      |        |
| 1. Juli 1945       | Prag        | 3000-Meter-Lauf          | 8:33,4 min  | 1.          |                                      |        |
| August 1945        | Prag        | 1500-Meter-Lauf          | 4:05,8 min  | 2.          | Tschechien                           |        |
| 18. August 1945    | Prag        | 5000-Meter-Lauf          | 14:50,8 min | 1.          | Tschechien                           |        |
| 10. Juni 1946      | Prag        | 5000-Meter-Lauf          | 14:36,6 min | 1.          |                                      |        |
| 29. Juni 1946      | Zlín        | 3000-Meter-Lauf          | 8:33,2 min  | 1.          |                                      |        |
| 4. Juli 1946       | Prag        | 3000-Meter-Lauf          | 8:26,8 min  | 2.          |                                      |        |
| 11. Juli 1946      | Prag        | 2000-Meter-Lauf          | 5:30,4 min  | ?           |                                      |        |
| 28. Juli 1946      | Brünn       | 3000-Meter-Lauf          | 8:21,0 min  | 2.          |                                      |        |
| 10. August 1946    | Prag        | 5000-Meter-Lauf          | 14:48,0 min | 1.          | Tschechien                           |        |
| 23. August 1946    | Oslo        | 5000-Meter-Lauf          | 14:25,8 min | 5.          |                                      |        |
| 8. Juni 1947       | Zlín        | 3000-Meter-Lauf          | 8:13,6 min  | 1.          |                                      |        |
| 25. Juni 1947      | Prag        | 5000-Meter-Lauf          | 14:08,2 min | 1.          |                                      |        |
| 23. Juli 1947      | Prag        | 3000-Meter-Lauf          | 8:12,8 min  | 2.          |                                      |        |
| 23. Juli 1947      | Prag        | 2000-Meter-Lauf          | 5:27,4 min  | ?           |                                      |        |
| 2. August 1947     | Prag        | 5000-Meter-Lauf          | 14:26,0 min | 1.          | Tschechien                           |        |
| 18. August 1947    | Brünn       | 3000-Meter-Lauf          | 8:08,8 min  | 1.          |                                      |        |
| 21. August 1947    | Bratislava  | 2000-Meter-Lauf          | 5:20,6 min  | ?           |                                      |        |
| 29. Mai 1948       | Budapest    | 10.000-Meter-Lauf        | 30:28,4 min | 1.          |                                      |        |
| 11. Juni 1948      | Zlín        | 3000-Meter-Lauf          | 8:07,8 min  | 1.          |                                      |        |
| 17. Juni 1948      | Prag        | 10.000-Meter-Lauf        | 29:37,0 min | 1.          |                                      |        |
| 30. Juni 1948      | Prag        | 5000-Meter-Lauf          | 14:21,0 min | 1.          | Tschechien                           |        |
| 30. Juli 1948      | London      | 10.000-Meter-Lauf        | 29:59,6 min | 1.          |                                      |        |
| 31. Juli 1948      | London      | 5000-Meter-Lauf          | 14:34,4 min | 2.          |                                      |        |
| August 1948        | Prag        | Crosslauf                | 36:21,2 min | 1.          | Tschechien                           |        |
| 22. August 1948    | Zlín        | 4-mal-1500-Meter-Staffel | 16:40,2 min | 1.          |                                      |        |
| 11. Juni 1949      | Ostrava     | 10.000-Meter-Lauf        | 29:28,2 min | 1.          |                                      |        |
| 1949               | Prag        | Crosslauf                | 38:15,2 min | 1.          | Tschechien                           |        |
| 22. Oktober 1949   | Ostrava     | 10.000-Meter-Lauf        | 29:21,2 min | 1.          |                                      |        |
| 30. Juli 1950      | Gottwaldov  | 4-mal-1500-Meter-Staffel | 16:22,8 min | ?           |                                      |        |
| 2. August 1950     | Helsinki    | 5000-Meter-Lauf          | 14:06,2 min | 1.          |                                      |        |
| 4. August 1950     | Turku       | 10.000-Meter-Lauf        | 29:02,6 min | 1.          |                                      |        |
| 12. August 1950    | Bratislava  | 5000-Meter-Lauf          | 14:11,6 min | 1.          | Tschechien                           |        |
| 23. August 1950    | Brüssel     | 10.000-Meter-Lauf        | 29:12,0 min | 1.          |                                      |        |
| 26. August 1950    | Brüssel     | 5000-Meter-Lauf          | 14:03,0 min | 1.          |                                      |        |
| 15. September 1951 | Prag        | 10-Meilen-Lauf           | 49:32,6 min | –           |                                      |        |
| 15. September 1951 | Prag        | Stundenlauf              | 19.558 m    | –           |                                      |        |
| 15. September 1951 | Prag        | 20.000-Meter-Lauf        | 1:01:15,8 h | –           |                                      |        |
| 29. September 1951 | Houšťka     | 10-Meilen-Lauf           | 48:12,0 min | –           | Weltrekordveranstaltung              |        |
| 29. September 1951 | Houšťka     | Stundenlauf              | 20.052 m    | –           | Weltrekordveranstaltung              |        |
| 29. September 1951 | Houšťka     | 20.000-Meter-Lauf        | 59:51,8 min | –           | Weltrekordveranstaltung              |        |
| Juni 1952          | Prag        | Crosslauf                | 32:34,0 min | 1.          | Tschechien                           |        |
| 27. Juni 1952      | Prag        | 5000-Meter-Lauf          | 14:17,6 min | 1.          | Tschechien                           |        |
| 29. Juni 1952      | Prag        | 10.000-Meter-Lauf        | 30:28,4 min | 1.          | Tschechien                           |        |
| 20. Juli 1952      | Helsinki    | 10.000-Meter-Lauf        | 29:17,0 min | 1.          |                                      |        |
| 24. Juli 1952      | Helsinki    | 5000-Meter-Lauf          | 14:06,6 min | 1.          |                                      |        |
| 27. Juli 1952      | Helsinki    | Marathonlauf             | 2:23:03,2 h | 1.          |                                      |        |
| 21. September 1952 | Olmütz      | 4-mal-1500-Meter-Staffel | 16:16,8 min | ?           |                                      |        |
| 14. Oktober 1952   | Partizánske | 4-mal-1500-Meter-Staffel | 15:45,4 min | ?           |                                      |        |
| 26. Oktober 1952   | Houšťka     | 15-Meilen-Lauf           | 1:16:26,4 h | –           | Weltrekordveranstaltung              |        |
| 26. Oktober 1952   | Houšťka     | 25.000-Meter-Lauf        | 1:19:11,8 h | –           | Weltrekordveranstaltung              |        |
| 26. Oktober 1952   | Houšťka     | 30.000-Meter-Lauf        | 1:35:23,8 h | –           | Weltrekordveranstaltung              |        |
| 2?. Juli 1953      | Prag        | 5000-Meter-Lauf          | 14:11,4 min | 1.          | Tschechien                           |        |
| 26. Juli 1953      | Prag        | 10.000-Meter-Lauf        | 30:53,6 min | 1.          | Tschechien                           |        |
| 5. August 1953     | Bukarest    | 5000-Meter-Lauf          | 14:03,0 min | 1.          |                                      |        |
| 9. August 1953     | Bukarest    | 6-Meilen-Lauf            | 28:30,2 min | ?           |                                      |        |
| 1. November 1953   | Houšťka     | 6-Meilen-Lauf            | 28:08,4 min | –           | siehe 10.000-Meter-Lauf dieses Tages |        |
| 1. November 1953   | Houšťka     | 10.000-Meter-Lauf        | 29:01,6 min | 1.          | Weltrekordveranstaltung              |        |
| 30. Mai 1954       | Paris       | 5000-Meter-Lauf          | 13:57,2 min | 1.          |                                      |        |
| 1. Juni 1954       | Brüssel     | 6-Meilen-Lauf            | 27:59,2 min | –           | siehe 10.000-Meter-Lauf dieses Tages |        |
| 1. Juni 1954       | Brüssel     | 10.000-Meter-Lauf        | 28:54,2 min | 1.          |                                      |        |
| August 1954        | Ostrava     | Crosslauf                | 31:12,0 min | 1.          | Tschechien                           |        |
| 6. August 1954     | Ostrava     | 5000-Meter-Lauf          | 14:24,8 min | 1.          | Tschechien                           |        |
| 25. August 1954    | Bern        | 10.000-Meter-Lauf        | 28:58,0 min | 1.          |                                      |        |
| 26. August 1954    | Bern        | 5000-Meter-Lauf          | 14:36,2 min | 3.          |                                      |        |
| 3. September 1954  | Stockholm   | 3-Meilen-Lauf            | 13:31,2 min | –           | siehe 5000-Meter-Lauf dieses Tages   |        |
| 3. September 1954  | Stockholm   | 5000-Meter-Lauf          | 13:57,0 min | 1.          |                                      |        |
| 1955               | Prag        | Crosslauf                | 30:55,4 min | 1.          | Tschechien                           |        |
| 29. Oktober 1955   | Čelákovice  | 15-Meilen-Lauf           | 1:14:01,0 h | –           | Weltrekordveranstaltung              |        |
| 29. Oktober 1955   | Čelákovice  | 25.000-Meter-Lauf        | 1:16:36,4 h | –           | Weltrekordveranstaltung              |        |
| 1956               | Prag        | Crosslauf                | 34:15,2 min | 2.          | Tschechien                           |        |
| 1. Dezember 1956   | Melbourne   | Marathonlauf             | 2:29:34,0 h | 6.          |                                      |        |
| 25. August 1957    | Prag        | 10.000-Meter-Lauf        | 29:45,2 min | 2.          | Tschechien                           |        |

### Leistungsentwicklung

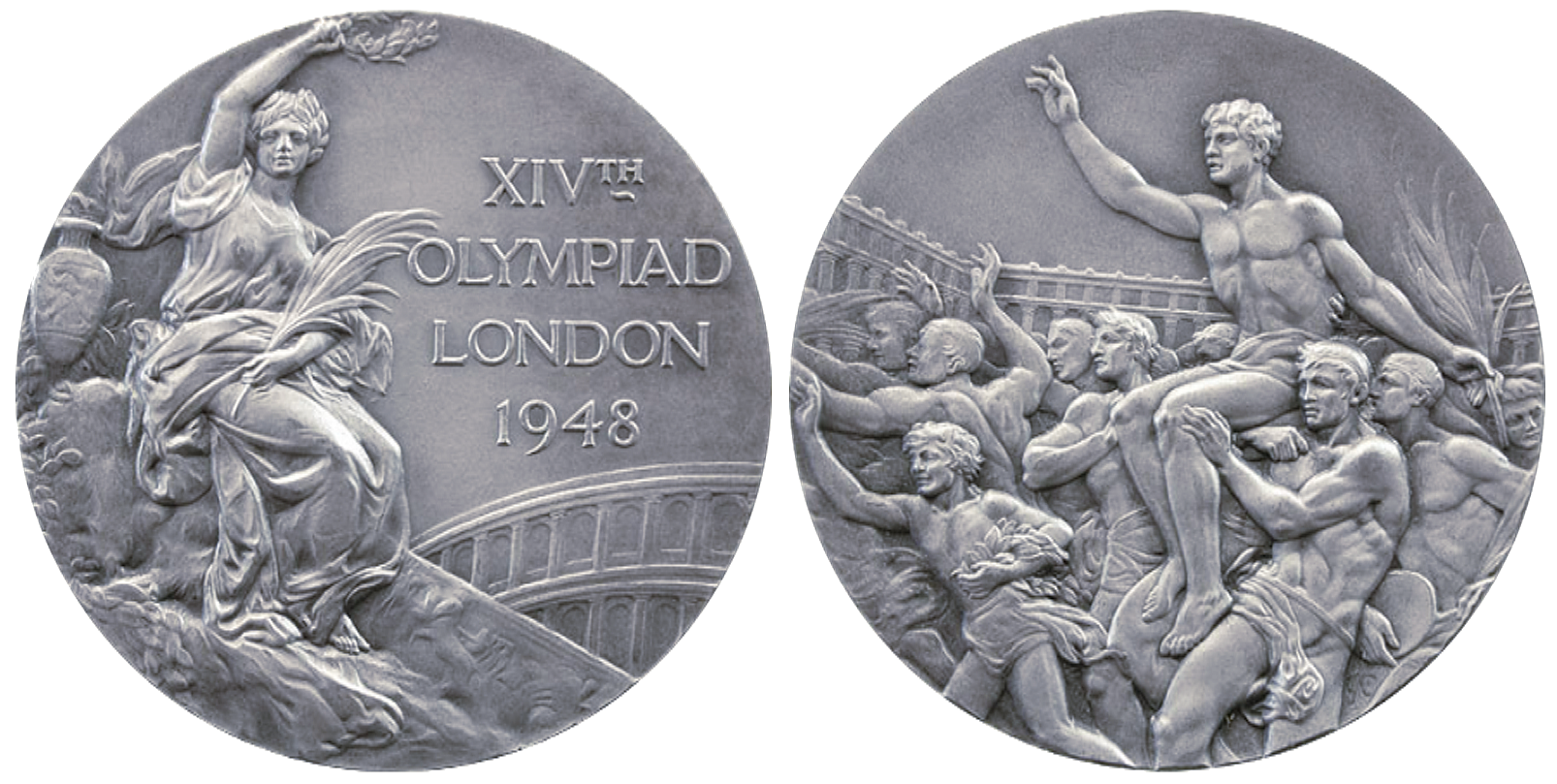
Silbermedaille der Olympischen Spiele 1948 in London

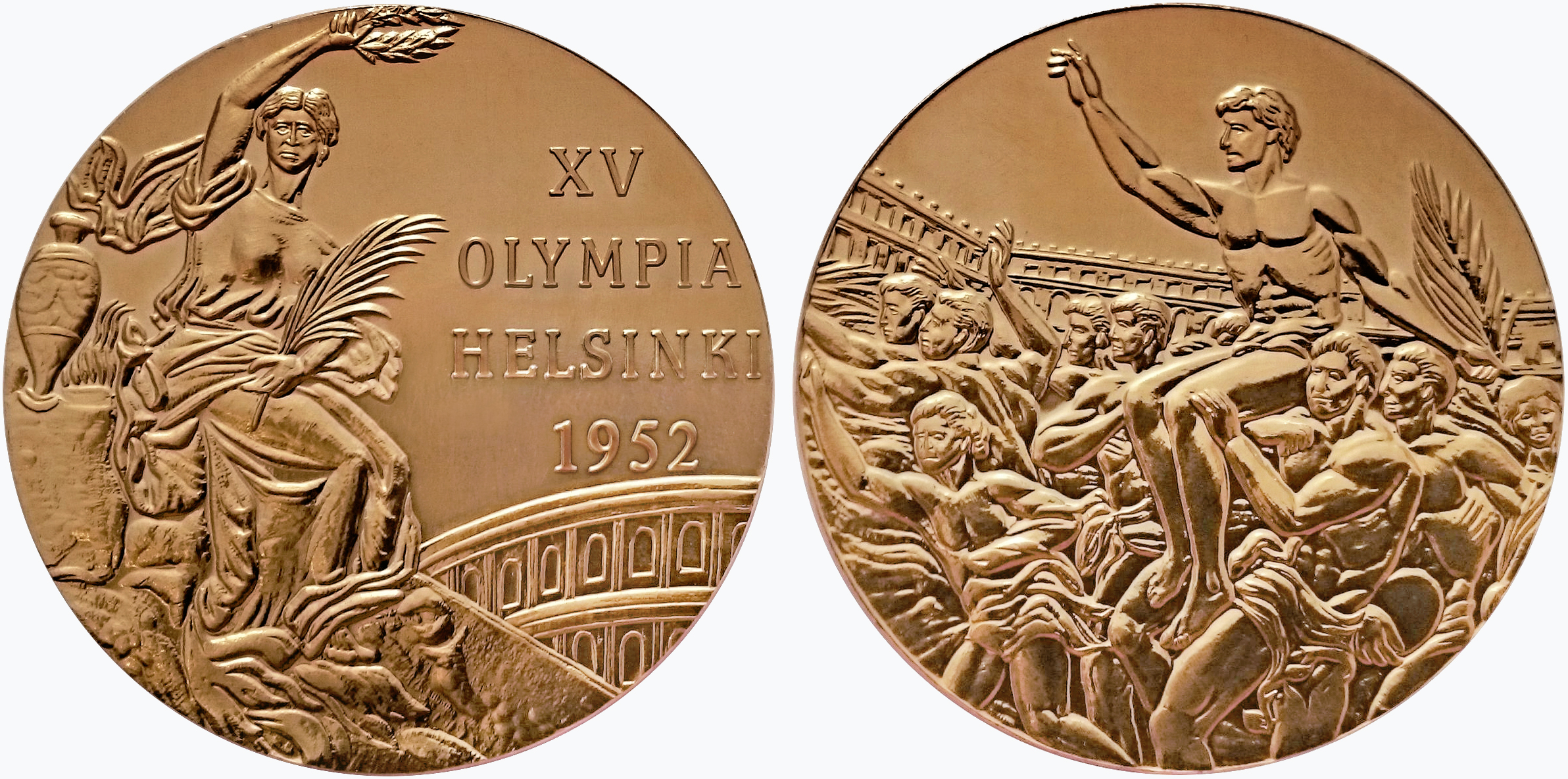
Goldmedaille der Olympischen Spiele 1952 in Helsinki

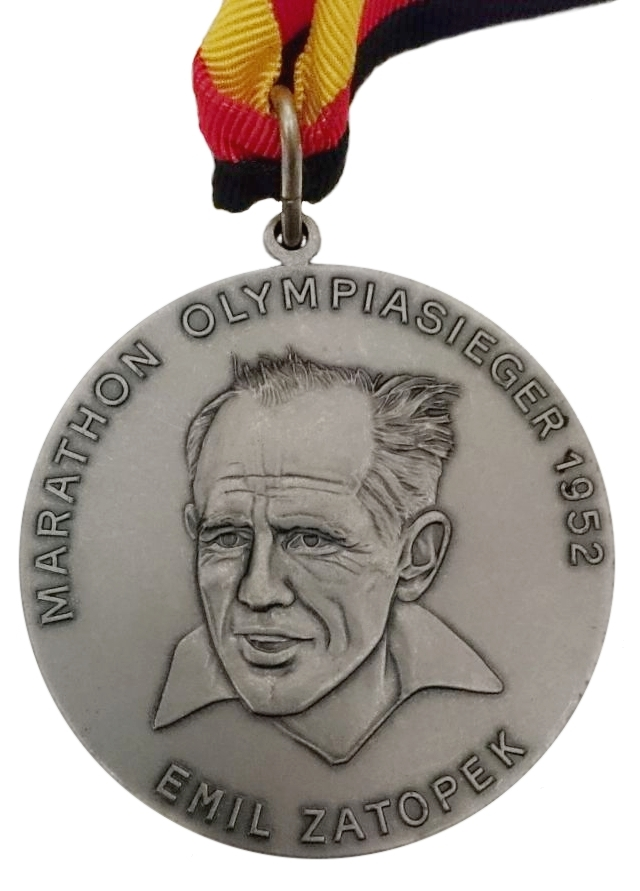
Finisher-Medaille des Berlin-Marathons 1988 mit dem Porträt Zátopeks

| Verein       | Jahr | 800 m      | 1500 m     | 3000 m     | 5000 m      | 10.000 m    |
| ------------ | ---- | ---------- | ---------- | ---------- | ----------- | ----------- |
| SK Bata Zlín | 1941 | –          | 4:20,3 min | –          | –           | –           |
| SK Bata Zlín | 1942 | 2:02,8 min | 4:13,9 min | 9:12,2 min | 16:25,0 min | –           |
| SK Bata Zlín | 1943 | 1:58,7 min | 4:01,0 min | 8:57,1 min | 15:26,6 min | –           |
| SK Bata Zlín | 1944 | 1:59,8 min | 3:59,5 min | 8:34,8 min | 14:54,8 min | –           |
| SK Bata Zlín | 1945 | –          | 4:01,4 min | 8:33,4 min | 14:50,8 min | –           |
| SK Bata Zlín | 1946 | –          | 3:57,0 min | 8:18,8 min | 14:25,8 min | –           |
| SK Bata Zlín | 1947 | –          | 3:52,8 min | 8:08,8 min | 14:08,2 min | –           |
| Botostroj    | 1948 | –          | –          | 8:07,8 min | 14:10,0 min | 29:37,0 min |
| ATK Praha    | 1949 | –          | 3:57,0 min | 8:19,2 min | 14:13,2 min | 29:21,2 min |
| ATK Praha    | 1950 | –          | –          | 8:16,0 min | 14:03,0 min | 29:02,6 min |
| ATK Praha    | 1951 | –          | –          | 8:17,6 min | 14:11,6 min | 29:29,8 min |
| ATK Praha    | 1952 | –          | –          | 8:32,4 min | 14:04,4 min | 29:17,0 min |
| ÚDA Praha    | 1953 | –          | –          | 8:13,8 min | 14:03,0 min | 29:01,6 min |
| ÚDA Praha    | 1954 | –          | 4:05,0 min | 8:19,0 min | 13:57,2 min | 28:54,2 min |
| ÚDA Praha    | 1955 | –          | –          | –          | 14:04,0 min | 29:25,6 min |
| ÚDA Praha    | 1956 | –          | –          | 8:18,4 min | 14:14,8 min | 29:33,4 min |
| Dukla Praha  | 1957 | –          | –          | –          | 14:06,4 min | 29:25,8 min |
| Dukla Praha  | 1958 | –          | –          | –          | 15:13,0 min | 31:13,0 min |

### Weltranglistenplatzierungen
| 5000 m | 5000 m             | 5000 m |
| Jahr   | Jahresbestleistung | Platz  |
| ------ | ------------------ | ------ |
| 1944   | 14:54,9 min        | 30.    |
| 1945   | 14:50,8 min        | 23.    |
| 1946   | 14:25,8 min        | 5.     |
| 1947   | 14:08,2 min        | 1.     |
| 1948   | 14:10,0 min        | 1.     |
| 1949   | 14:10,2 min        | 1.     |
| 1950   | 14:03,0 min        | 1.     |
| 1951   | 14:11,6 min        | 2.     |
| 1952   | 14:06,4 min        | 1.     |
| 1953   | 14:03,0 min        | 5.     |
| 1954   | 13:57,0 min        | 3.     |
| 1955   | 14:04,0 min        | 11.    |
| 1956   | 14:14,8 min        | 49.    |
| 1957   | 14:06,4 min        | 24.    |

| 10.000 m | 10.000 m           | 10.000 m |
| Jahr     | Jahresbestleistung | Platz    |
| -------- | ------------------ | -------- |
| 1948     | 29:37,0 min        | 1.       |
| 1949     | 29:21,2 min        | 1.       |
| 1950     | 29:02,6 min        | 1.       |
| 1951     | 29:29,8 min        | 1.       |
| 1952     | 29:17,0 min        | 1.       |
| 1953     | 29:01,6 min        | 1.       |
| 1954     | 28:54,2 min        | 1.       |
| 1955     | 29:25,6 min        | 8.       |
| 1956     | 29:33,4 min        | 17.      |
| 1957     | 29:25,8 min        | 11.      |

## Anhang

### Schriften
- Běží Zátopek. Olympia, 1967.
- Emil Zatopek erzählt: Geschichten und Geheimnisse des legendären Olympiasiegers und 18-fachen Weltrekordlers. Sri-Chinmoy-Laufclub, Zürich 1980, ISBN 3-7261-0010-5.

### Filme
- Emil Zátopek oder Dana sagt: Bier macht dumm. Dokumentarfilm 1980, Länge 55 min, Regie: Hans-Dieter Grabe
- Emil Zatopek – Olympische Höhepunkte 1948–1952. Dokumentarfilm 1980, Länge 9 min
- Emil Zátopek: Die Lauflokomotive. Dokumentarfilm 1995, Regie: Hagen Boßdorf
- Emil und Dana Zátopková. Dokumentarfilm 1997, Länge: 15 min, Regie: Miroslav Kačor
- Nejen zlaté vzpomínky. Dokumentarfilm 2000, Länge 23 min
- Sláva vítězům. Dokumentarfilm 2001, Länge: 15 min, Regie: Simona Oktábcová, Theodor Mojžíš
- Emila Zátopka. Dokumentarfilm 2003, Länge: 17 min, Regie: Karel Hynie, Zdenek Patocka, Vojtech Peták, Pavel Taussig
- Slavné olympijské osmičky Podruhé v Londýné vstupuje Emil Zátopek. Dokumentarfilm 2008, Länge: 26 min
- Život atleta Emila Zátopka. Dokumentarfilm 2011, Regie: M. Mináč, O. Sommerová
- Zátopek. Dokumentarfilm 2016, Länge: 52 min, Regie: David Ondříček
- Zátopek, erscheint im August 2021, Regie: David Ondříček